# Diên Hi công lược
Diên Hi công lược (tiếng Trung: 延禧攻略; bính âm: yán xǐ gōng lüè, tiếng Anh: Story of Yanxi Palace) là một bộ phim truyền hình cổ trang, cung đấu của Trung Quốc được phát sóng trong năm 2018. Phim được chuyển thể từ tiểu thuyết cùng tên của tác giả Chu Mạt với sự tham gia của các diễn viên Ngô Cẩn Ngôn, Á hậu Hồng Kông Xa Thi Mạn, Tần Lam, Nhiếp Viễn, Hứa Khải, Khương Tử Tân, Tô Thanh, Vương Viện Khả, Đàm Trác, Trương Gia Nghê, Vương Quan Dật, Phan Thời Thất,.... Phim bắt đầu được phát sóng trên iQiyi từ ngày 19 tháng 7 năm 2018.
Diên Hi công lược trở thành một trong những bộ phim nổi bật nhất năm 2018. Bộ phim thu hút khán giả qua từng khung hình và các chi tiết được trau chuốt tỉ mỉ, tuy nhiên vì Cục phim ảnh Trung quốc đã cắt giảm 24 tập so với bản gốc khiến cho bộ phim đột nhiên có nhiều tình tiết còn lấn cấn. Tuy nhiên, với bối cảnh và trang phục mang nét đặc sắc riêng biệt cùng dàn diễn viên diễn xuất có thực lực, Diên Hi công lược đã trở thành biểu tượng phim cung đấu trong suốt một thời gian dài. Tại Việt Nam, để phù hợp khung giờ phát sóng có quảng cáo, bộ phim này được biên tập lại thành 77 hoặc 80 tập tùy theo kênh có bản quyền phát sóng.
Nội dung xoay quanh nhân vật Ngụy Anh Lạc- được lấy nguyên mẫu từ Lệnh Ý Hoàng quý phi hay còn gọi là Hiếu Nghi Thuần Hoàng hậu Ngụy Giai thị có thật trong lịch sử  - một thiếu nữ đa mưu túc trí, không ngại khó khăn, bước vào Tử Cấm Thành với mục tiêu giành lại công lý cho người chị A Mãn (Ngụy Anh Ninh) vốn bị cưỡng hiếp rồi qua đời không đối chứng. Trên con đường gian nan trải đầy chông gai và máu, Ngụy Anh Lạc bằng sự thông minh và nhanh trí mà quật cường vượt qua tất cả, bước lên danh vị Hoàng Quý phi đứng đầu chúng phi tần, thống lĩnh lục cung.

## Cốt truyện
Lấy bối cảnh những năm đầu thời Càn Long nhà Thanh, thiếu nữ Ngụy Anh Lạc nhập cung làm cung nữ để điều tra chân tướng cái chết của người chị gái và thề sẽ giành lại công lý cho chị mình. Cô vô tình bị cuốn vào những cuộc chiến đẫm máu và tàn khốc nơi cung đình. Phú Sát Dung Âm là người hiền lành đức độ, tuân thủ lễ pháp, bà lo lắng Anh Lạc bị thù hận che lấp nên luôn quan tâm và che chở cô. Được Dung Âm dạy bảo, Anh Lạc từng bước trưởng thành và trở thành một nữ tử kiên cường chính trực, bỏ lại mọi thù hận để có một cuộc sống đúng đắn.
Tuy nhiên sau đó, Dung Âm gặp nhiều biến cố nên bất hạnh qua đời, khiến cho Ngụy Anh Lạc đối với Càn Long hiểu lầm chồng chất. Hai người từ căm ghét lẫn nhau, dần dần trở nên thấu hiểu và phải lòng đối phương. Bằng ý chí anh dũng và trí thông minh vượt trội, Anh Lạc đã hóa giải những khó khăn trùng điệp, trở thành người có địa vị cao nhất hậu cung, thay Càn Long quản lý phi tần, cùng ông hưởng thụ trọn vẹn thời thái bình thịnh thế.

## Phân vai

### Tuyến nhân vật chính
| Diễn viên      | Nhân vật lịch sử                                 | Nhân vật trong phim                       | Cư ngụ | Ghi chú |
| Ngô Cẩn Ngôn   | Lệnh Ý Hoàng quý phi (Hiếu Nghi Thuần Hoàng Hậu) | Ngụy Anh Lạc (魏瓔珞)                     | Tú phường (秀坊) Trường Xuân cung (长春宫) Tân Giả khố (四執庫) Trường Xuân cung (长春宫) Viên Minh viên (圆明园) Diên Hi cung (延禧宫) Viên Minh viên (圆明园) Diên Hi cung (延禧宫) | Tú phường cung nữ (秀坊宮女) → Trường Xuân cung cung nữ (长春宫宮女) → Tân Giả Khố cung nữ (辛者库宮女) → Trường Xuân cung cung nữ (长春宫宮女) → Viên Minh viên cung nữ (圆明园宮女)→ Ngụy quý nhân (魏贵人)→ Lệnh tần (令嫔) → Lệnh phi (令妃)→ Lệnh quý phi (令貴妃) → Hoàng quý phi (令皇貴妃) Xuất thân Chính Hoàng kỳ Bao y, cha là Ngụy Thanh Thái - tổng quản Nội vụ phủ. Mẹ mất khi vừa ra đời, Anh Lạc bị cha cho rằng khắc mẫu nên thả xuống sông. Chị gái cô là Ngụy Anh Ninh (còn gọi là A Mãn) đã cứu sống và nuôi nấng cô từ bé. Lớn lên A Mãn nhập cung làm cung nữ thì đột nhiên bị xử tử tội tư thông với thị vệ. Anh Lạc quyết nhập cung điều tra cái chết của chị. Ban đầu là cung nữ ở Tú phường, tay nghề thêu thùa giỏi nhất ở đây, sau được Phú Sát Dung Âm quý mến cho hầu tại Trường Xuân cung. Cô thông minh lanh lợi, anh dũng sòng phẳng, người không phạm ta, ta không phạm người. Bù lại khuyết điểm lớn nhất là thù dai và hiếu thắng, có ơn phải trả, có thù ắt báo. Dung Âm hiểu rõ cung quy, không muốn Anh Lạc bị thù hận che lấp nên hết lòng che chở. Cô ghi nhớ ân tình, thề cả đời làm trâu ngựa hầu hạ. Người đầu tiên Anh Lạc yêu là Phó Hằng - em trai Dung Âm. Từng nghi Phó Hằng là hung thủ hại chết A Mãn, về sau biết anh không liên quan, lại nhiều lần được anh bảo vệ và đối đãi chân thành nên cô động lòng. Phó Hằng rất yêu Anh Lạc, có ý thành thân nhưng bị Càn Long ngăn cấm vì ông cũng phải lòng Anh Lạc. Cô được Dung Âm hữu thiên vị và Phó Hằng thầm yêu khiến Minh Ngọc và Nhĩ Tình - hai cung nữ thân cận của Dung Âm ghen tức. Tuy nhiên Minh Ngọc nhận ra phẩm chất của Anh Lạc nên hóa thù thành bạn, còn Nhĩ Tình ngoài mặt thấu hiểu nhưng bên trong luôn tìm cách hãm hại cô. Về sau, Phó Hằng dứt tình với Anh Lạc để thành thân với Nhĩ Tình khiến cô đau khổ trách cứ. Dù vậy, cô vẫn dửng dưng với Càn Long, quyết không làm người của ông. Vài năm sau Hoàng thất tử Vĩnh Tông - con trai thứ hai của Dung Âm chết yểu, Hoàng hậu đau buồn tự sát, Anh Lạc bị đày đến Viên Minh viên làm cung nữ, vĩnh viễn không được về Tử Cấm Thành. Vốn định an phận đến khi xuất cung, Anh Lạc phát hiện mẹ con Phú Sát Dung Âm thực chất bị hại nhằm mục đích tranh sủng. Cô gây ấn tượng với Sùng Khánh Thái hậu trong ngày vạn thọ để về Tử Cấm Thành làm cung nữ, trả thù cho Dung Âm. Càn Long nhân cơ hội ép cô làm Quý nhân. Anh Lạc dùng nhiều mánh khóe tranh sủng, khiến ông mê đắm để có địa vị vững chắc. Về sau nảy sinh tình cảm chân thật, trở thành phi tần Càn Long sủng ái nhất, tin tưởng nhất. Trải qua nhiều sóng gió, cô từng bước lên ngôi Hoàng quý phi, đứng đầu lục cung, thống lĩnh phi tần. Con cái: - Hoàng thất nữ Chiêu Hoa - Hoàng cửu nữ Chiêu Du - Hoàng thập tứ tử Vĩnh Lộ - Hoàng thập ngũ tử Vĩnh Diễm |
| Tần Lam        | Hiếu Hiền Thuần Hoàng Hậu                        | Phú Sát Dung Âm (富察•容陰)               | Bảo Thân Vương phủ (啟祥宮) Trường Xuân cung (长春宫) | Bảo thân vương Đích Phúc tấn (嫡福晋) → Hoàng hậu (皇后)→ Hiếu Hiền Hoàng hậu (孝賢皇后; truy thụy) Xuất thân Mãn Châu Tương Hoàng kỳ, thuộc tộc Phú Sát thị danh giá, thê tử kết tóc của Càn Long, cũng là người ông nặng tình nhất. Dung Âm dịu dàng hiền thục, tâm sáng như ngọc, Càn Long còn phải nói "không tìm được bất kỳ điểm xấu nào". Với phi tần, bà ân cần che chở như tỷ muội, đặc biệt là Thuần phi Tô Tịnh Hảo, Nhàn phi Huy Phát Na Lạp Thục Thận và Du quý nhân Kha Lý Diệp Đặc A Nghiên. Với hài tử trong cung, bà đối đãi không khác con ruột dù bản thân gặp phải bất hạnh mất con. 4 tập đầu phim, Dung Âm bi ai cái chết của con trai đầu là Hoàng nhị tử Vĩnh Liễn nên lạnh nhạt hoàng đế, không thiết quản hậu cung, khiến Cao Ninh Hinh mặc sức làm mưa làm gió. Sau khi Phó Hằng hóa giải hiểu lầm bằng cách cho biết năm Vĩnh Liễn 1 tuổi đã được Càn Long bí mật phong Hoàng thái tử, thể hiện hi vọng cao ngất trời đối với vị đích tử này, cái chết của cậu đã khiến ông rất buồn. Bà vượt qua nỗi đau, lấy lại phong thái, giúp Càn Long quản lý tốt hậu cung. Dung Âm gặp Anh Lạc trong buổi lễ sinh thần, ấn tượng vì cô ăn nói linh hoạt, xử lý tình huống khéo léo nên cất nhắc làm đại cung nữ tại Trường Xuân cung. Bà rất thương Anh Lạc: dạy cô chữ viết và cách đối nhân xử thế; thấy Anh Lạc rắp tâm báo thù thì khuyên cô buông bỏ để sống thanh thản; ngoài ra bất chấp mọi khiển trách của Càn Long để che chở cô, vì trong mắt Dung Âm, một Anh Lạc ăn ngay nói thẳng, vô lo vô nghĩ là tất cả những gì bà mong muốn trở thành, song bị cung quy trói chặt nên phải cẩn trọng hành vi, lời nói và lễ pháp. Cảm kích công ơn Dung Âm, Anh Lạc xem bà vừa là ân sư, vừa là chị gái. Cô nhiều lần giải vây cho bà, bảo vệ mẹ con A Nghiên khỏi nanh vuốt của Cao Ninh Hinh và Kim thị, trở thành tâm phúc khiến Nhĩ Tình đố kỵ. Dung Âm ủng hộ tình cảm của cô với Phó Hằng, tuy nhiên vào tiệc Tết Trùng dương tại Ngự Cảnh đình, bà bị Cao Ninh Hinh đẩy từ cầu thang xuống, dẫn đến sẩy thai và hôn mê suốt thời gian dài. Nhĩ Tình chớp lấy thời cơ, xin Càn Long ban hôn cho Phó Hằng. Dung Âm tỉnh dậy, biết được nên vô cùng bất mãn. Để chuộc lỗi, Nhĩ Tình mang thuốc trợ thai giúp Dung Âm sinh đích tử. Vài tuần sau bà lại mang thai, Nhĩ Tình phục sủng, được tự do ra vào cung. Dung Âm hạ sinh ra Hoàng thất tử Vĩnh Tông - đích tử thứ hai của Càn Long. Hoan hỉ không lâu thì đêm giao thừa Vạn Cát tường thuộc Trường Xuân cung bị cháy, Vĩnh Tông chết trong biển lửa. Bà tâm trí rối loạn, không cho thái giám chôn con nên bị Càn Long trách mắng. Quằn quại nỗi đau mất con, phu quân bên gối không hiểu mình, cộng thêm Nhĩ Tình dựng chuyện cái thai trong bụng là của Càn Long do được sủng hạnh lúc say rượu khiến bà uẫn ức, nhảy thành cao tự tử. Trước khi chết bà gỡ bỏ lụa là trang sức, từ bỏ ngôi vị Hoàng hậu để trở lại làm Phú Sát Dung Âm bình thường. Càn Long đau đớn day dứt, phong thụy hiệu là Hiếu Hiền Hoàng hậu. Nhiều năm sau, Càn Long vẫn luôn ân hận với bà, ra lệnh giữ nguyên cách bài trí trong Trường Xuân cung và không cho ai đến đấy ở. Con cái: - Hoàng nhị tử Vĩnh Liễn - Hoàng thất tử Vĩnh Tông |
| Xa Thi Mạn     | Kế Hoàng Hậu                                     | Huy Phát Na Lạp Thục Thận (輝發那拉•淑慎) | Bảo Thân Vương phủ (啟祥宮) Thừa Càn cung (承乾宫) | Bảo Thân vương Trắc phúc tấn (宝亲王侧福晋) → Nhàn phi (娴妃) → Nhàn quý phi (娴贵妃) → Hoàng quý phi (皇贵妃) → Hoàng hậu (皇后) → Thừa Càn cung nương nương (承乾宮娘娘) Xuất thân Mãn Châu Tương Lam kỳ, thuộc tộc Huy Phát Na Lạp thị. Bên cạnh Phú Sát Dung Âm, Thục Thận là nữ nhân duy nhất thật lòng thật dạ với Càn Long. Khi còn là Nhàn phi, tâm ý bà không được Càn Long mảy may quan tâm, song bà vẫn an phận thủ thường, thêu giày thêu áo cho chồng, chấp nhận cô quạnh không hề than vãn. Thục Thận từng là người nhân từ độ lượng, công tâm liêm chính. Em trai bà là Thường Thọ bị bắt giam vì tham nhũng, mặc cho mẹ khóc lóc van nài, bà bất chấp tình thân, không chịu cầu xin Hoàng thượng. Thường Thọ bị bệnh, bà vay mượn khắp nơi mời đại phu, quyết không nhận sự giúp đỡ của Thuần phi Tô Tịnh Hảo với điều kiện phải trung thành với Phú Sát Dung Âm. Cực chẳng đã, bà đem trang sức ra ngoài cung bán, bị Quý phi Cao Ninh Hinh bắt gặp và trừng phạt. Dung Âm nhân từ, thưởng ngân lượng cho Thục Thận trong buổi Lệ Chi yến, bà liền gửi cha là Na Nhĩ Bố lo liệu. Tuy nhiên Na Nhĩ Bố bị Di Thân vương Hoằng Hiểu tố cáo mua chuộc để xử nhẹ cho Thường Thọ. Trước cảnh nhà tan cửa nát, em trai không qua khỏi, cha bị giam vào ngục, mẹ đập đầu tự vẫn, Thục Thận từ bỏ bản tính lương thiện, trở nên mưu mô quỷ kế, tự cường tự thủ, sẵn sàng làm hại người khác để bảo vệ bản thân. Bà rắp tâm trả thù, khiến những kẻ chà đạp mình chết không nhắm mắt. Càn Long giao Hoàng tứ tử Vĩnh Thành - con trai Gia tần cho Thục Thận nuôi dưỡng. Thấy Thục Thận chăm Vĩnh Thành như con ruột, Càn Long bắt đầu tin tưởng và để tâm đến bà. Trong tiệc Tết Trùng dương, Ngự Cảnh đình bị bầy dơi bao vây, Thục Thận không chạy toán loạn như phi tần khác, mà trùm khăn lên người Thái hậu, bình tĩnh đuổi dơi khiến Thái hậu ấn tượng. Cao Ninh Hinh cho diễn tập pháo hoa cho ngày thọ thần của Thái hậu thì bị hắt nước thép vào người, Thục Thận dùng thân chắn cho Càn Long, bị bỏng một bên vai khiến ông thương xót. Từ đó, ông dành nhiều thời gian bên bà, tấn phong Quý phi, thay thế Dung Âm nắm quyền ở lục cung. Hoàng hậu bạo băng, bà được phong làm Hoàng quý phi, quản lý hậu cung. Sau khi mãn tang, bà chính thức sách phong Hoàng hậu. Trước mặt mọi người, bà luôn tỏ ra bàng quan không tranh sủng, nhưng sau lưng ngấm ngầm tạo sóng gió hậu cung, kích động tranh đấu giữa các phi tần. Càn Long đối với bà có tình nghĩa, tuy nhiên cha bà bị vu oan tội tham nhũng, không muốn lặp lại sai lầm năm xưa, Hoàng hậu hết lời van xin nhưng Càn Long không thể điều tra vì Thái hậu cho rằng sự việc liên lụy nhiều quan viên trong triều, thà để người vô tội hi sinh còn hơn làm khó hoàng đế. Na Nhĩ Bố bị ban chết, Thục Thận mất đi người thân duy nhất, kiên quyết trả thù Thái hậu, song đối với Càn Long thì hận không thể giết vì ông là phu quân bà yêu nhất. Bà dựng chuyện ly gián tình mẫu tử 2 người, song việc này được Anh Lạc hóa giải. Về sau Anh Lạc đắc sủng, Viên Xuân Vọng - thái giám thân cận của Thục Thận thêu dệt Càn Long muốn lập Anh Lạc làm Hoàng Quý phi để chuẩn bị phế hậu. Cảm thấy bị phản bội, Thục Thận liên thủ với Hòa Thân Vương Hoằng Trú, tận dụng chuyến Nam tuần lần thứ 4 để sát hại Càn Long, ngụy tạo tai nạn trên tàu, sau đó về Bắc Kinh phong con trai là Hoàng thập nhị tử Vĩnh Cơ làm tân đế, tái diễn lịch sử của Hiếu Trang Hoàng thái hậu. Dù vậy, khi thuyền rồng bốc cháy, Thục Thận một mực muốn xông vào vì phu quân bà vẫn ở trong đó. Bị Càn Long vạch trần, cộng thêm lúc nguy hiểm ông chỉ chăm chăm bảo vệ Anh Lạc khiến Thục Thận căm phẫn. Bà cắt tóc tại trận, nguyền rủa Hoàng thượng và Đại Thanh, bị ban thánh dụ: "Hoàng hậu hành động kỳ quặc, quái dị điên rồ, lập tức đưa về Tử Cấm Thành". Thục Thận bị thu hồi kim sách, kim bảo, tước đi danh xưng Hoàng hậu. Anh Lạc cầu xin Càn Long không phế Hậu để giữ thể diện, cho người hầu hạ chu đáo, lý do ngày xưa Anh Lạc bị Phú Sát Dung Âm phạt làm việc ở Tân Giả Khố, bệnh nặng ngất xỉu, Thục Thận đã truyền thái y chăm sóc, giúp cô khỏi bệnh. Vì lẽ đó, cô trả ơn cho bà để không ai nợ ai. Con cái: - Hoàng thập nhị tử Vĩnh Cơ - Hoàng thập tam tử Vĩnh Cảnh |
| Nhiếp Viễn     | Càn Long                                         | Ái Tân Giác La Hoằng Lịch (愛新覺羅•弘曆) | Bảo Thân Vương phủ (啟祥宮) Dưỡng Tâm Điện (养心殿) | Hoàng tứ tử (皇四子) → Bảo Thân vương (宝亲王) → Thanh Cao Tông Càn Long Đế (清高宗乾隆帝) Hoàng đế thứ sáu của nhà Thanh, là vị quân chủ anh minh sáng suốt, có tài trị quốc. Bản tính đa tình nhưng tỏ ra vô tình với tất cả mọi thứ, không tiếc trù dập nữ nhân Tử Cấm Thành. Tuy có tình phu thê sâu đậm với Phú Sát Dung Âm, ông trói chặt trọng trách Hoàng hậu, không cho bà thất thố trước cái chết của con trai duy nhất là Hoàng thất tử Vĩnh Tông, khiến bà cùng cực tự vẫn. Tuy sủng ái Cao Ninh Hinh, ông ra vẻ dửng dưng vì vua cha Ung Chính đế từng dạy "thân làm đế vương, đối với phi tần có thể sủng, không thể yêu". Tuy chịu ân nghĩa của Huy Phát Na Lạp Thục Thận, ông nghe lời Thái hậu, không điều tra nỗi oan cho cha Thục Thận là Na Nhĩ Bố, khiến bà mất đi người thân duy nhất, ôm hận cả đời. Tuy phải lòng Anh Lạc, ông cố chấp không thừa nhận tình ý với một nữ nhân "xấu xa, không tuân theo quy tắc, ham hư vinh, không biết lễ nghĩa", bức Phó Hằng lấy người khác, tổn thương Anh Lạc. Tuy chiều chuộng Nữu Hỗ Lộc Trầm Bích, ông không hề chân thành mà chỉ dùng nàng làm Anh Lạc ghen tuông bất an. Anh Lạc trở thành sủng phi, ông nghe lời gièm pha của các phi tần, hoài nghi cô còn nặng tình với Phó Hằng. Biết cô dùng thuốc tránh trai sau mỗi lần thị tẩm, ông phẫn nộ và bỏ mặc cô suốt thời gian dài. Mãi đến khi Anh Lạc mang cốt nhục của ông, toàn bộ hiểu lầm mới được hóa giải. Cô trở thành hồng nhân bên cạnh Hoàng thượng, quyền lực cao nhất hậu cung. Ở tập cuối, Anh Lạc bất chấp trúng độc để cứu Hoàng ngũ tử Vĩnh Kỳ, Càn Long rơi nước mắt sợ mất đi người mình yêu. Sau khi Anh Lạc khỏi bệnh, Càn Long phong cô làm Hoàng quý phi, đứng đầu lục cung, thống lĩnh phi tần. |
| Hứa Khải       | Phó Hằng                                         | Phú Sát Phó Hằng (富察•傅恒)              | Tử Cấm Thành (紫禁城) Phú Sát phủ (富察府) | Ngự tiền Nhất đẳng Thị vệ (御前一等侍衛) → Bảo Hòa điện Đại học sĩ (保和殿大学士) → Nhất đẳng Trung Dũng công (一等忠勇公) → Văn Trung Trấn quốc công (文忠鎮國公, truy phong) Em trai Phú Sát Dung Âm, được Dung Âm hết mực thương yêu. Phó Hằng xuất thân cao quý, văn võ song toàn, phong hoa tuyệt đại, là nam nhân hoàn hảo trong mắt mọi thiếu nữ. Ban đầu là một thị vệ lạnh lùng, chỉ lo quốc sự, không để ý tình cảm nam nữ, mục tiêu duy nhất là được thăng quan tiến chức. Là em vợ hoàng đế, Phó Hằng được ra vào Trường Xuân cung thăm chị, từ đó gặp Anh Lạc và phải lòng sự túc trí đa mưu, không sợ trời đất của cô. Anh Lạc từng nghi Phó Hằng cưỡng hiếp chị do nhặt được ngọc bội của anh trên thi thể A Mãn. Tuy nhiên, dù suýt bị Anh Lạc đâm chết Phó Hằng vẫn khẳng định không hại A Mãn. Thực tế anh biết rõ người đứng sau việc này là hoàng thân quốc thích, song không muốn Anh Lạc mang họa nên giấu sự thật. Phó Hằng luôn bảo vệ Anh Lạc thoát khỏi nguy hiểm từ các trận chiến cung đình, bất chấp thân phận Bao y của cô mà xin Hoàng hậu ban hôn. Anh Lạc đáp lại chân tình mặc cho Càn Long ngăn cấm. Trong lúc Dung Âm hôn mê vì té cầu thang tại Ngự Cảnh đình, Anh Lạc bị Càn Long giam vào thiên lao vì tội tư tình với Phó Hằng. Để cứu Anh Lạc, Phó Hằng miễn cưỡng thành hôn cùng Nhĩ Tình theo mệnh lệnh của Càn Long, dẫn đến hiểu lầm sâu sắc với cô. Dù lấy Nhĩ Tình, anh vẫn si tình với mình Anh Lạc. Về sau phu thê bất hòa, Phó Hằng quyết định tham gia trận chiến Kim-Xuyên, mục đích sau khi trắng trận sẽ lại xin Hoàng thượng ban hôn cho Anh Lạc. 3 năm sau anh lập được đại công, vào cung nhận thưởng thì biết Anh Lạc đã là Lệnh tần được Càn Long sủng ái, lòng hối hận khôn nguôi. Nhĩ Tình tư thông, sinh con trai là Phúc Khang An, đứa bé không phải cốt nhục nhưng vẫn được anh chăm sóc. Sau khi Phó Hằng lên chức Đại học sĩ, Càn Long ân chuẩn Khang An vào cung học chung với hoàng tử vì nghi đó là cốt nhục của mình. Phó Hằng trở thành sủng thần của Càn Long, tiếp tục bảo vệ Anh Lạc như đồng minh tri kỉ, giúp cô bảo toàn hạnh phúc. Ở tập cuối, Anh Lạc vì bảo vệ Vĩnh Kỳ mà trúng kịch độc, Phó Hằng chạy đi hái Thánh Tâm Thảo chữa trị, không may nhiễm chướng khí, song thà tử trận vẫn quyết không rời sa trường để làm tròn chức trách. Anh Lạc vừa khỏi bệnh thì nghe tin Phó Hằng mất, khóc không thành tiếng, tự hứa kiếp sau sẽ đổi lại là người bảo vệ cho anh. |
| Khương Tử Tân  | Nhân vật hư cấu                                  | Minh Ngọc (明玉)                          | Trường Xuân cung (长春宫) Chung Túy cung (钟粹宫) Diên Hi cung (延禧宫) | Trường Xuân cung cung nữ (长春宫宮女) → Chung Túy cung cung nữ (钟粹宫宮女) → Diên Hi cung chưởng quản (延禧宫掌管) Minh Ngọc và Nhĩ Tình là cung nữ thân cận bên Phú Sát Dung Âm trước khi Anh Lạc đến Trường Xuân Cung. Cô bộp chộp nóng nảy nhưng nội tâm đơn thuần, rất tốt bụng, một lòng hầu hạ Dung Âm. Mến mộ Phó Hằng, cô hờn ghen Anh Lạc độc chiếm tình cảm của anh và Dung Âm nên thường xuyên gây gổ, cạnh khóe. Sau vài lần hợp tác, nhận ra Anh Lạc một lòng hầu hạ Dung Âm và đối tốt với bằng hữu, Minh Ngọc và Anh Lạc trở thành đôi bạn thân thiết. Cô cũng thấy mình không yêu Phó Hằng như đã tưởng, người cô thực sự có cảm tình là Hải Lan Sát thị vệ - huynh đệ tốt của Phó Hằng. Minh Ngọc là người đầu tiên nhìn ra bộ mặt của Nhĩ Tình khi chứng kiến ả tố giác Càn Long tình cảm của Anh Lạc và Phó Hằng. Nhĩ Tình thành hôn cùng Phó Hằng, không còn thân thiện, dễ gần mà thể hiện rõ khoảng cách chủ-tớ với Minh Ngọc và các cung nữ, khiến cô càng thêm xa cách. Nhờ Anh Lạc, cô trở nên can đảm và thẳng thắn hơn, cụ thể trong tang lễ Dung Âm, Anh Lạc bị xử tội đại bất kính, cô lên tiếng trách Càn Long: "nương nương chỉ mong Anh Lạc hạnh phúc, người không hề hiểu nương nương chút nào!" Thời gian Anh Lạc ở Viên Minh viên, Minh Ngọc đến Chung Túy cung hầu hạ Tô Tịnh Hảo và luôn viết thư cho Anh Lạc. Tịnh Hảo sợ cô phát hiện ra bí mật nên bày mưu giết hại bằng cách châm kim vào tay để kim phát tán trong cơ thể và đâm đứt động mạch. Rất may Anh Lạc phát hiện và nhờ Diệp Y Sĩ rút kim chữa trị. Anh Lạc được phong Quý nhân, Minh Ngọc trở thành Chưởng quản Diên Hi cung, tiếp tục làm trợ thủ đắc lực cho Anh Lạc. Chính cô chỉ điểm tội ác của Tịnh Hảo và trực tiếp chuốc rượu độc trừng trị Nhĩ Tình. Về sau, Minh Ngọc và Hải Lan Sát chuẩn bị thành hôn thì cô phát hiện kim còn sót trong người đã lan đến tim, sớm muộn cũng tử vong. Khi đó Thuận tần cố ý tiếp cận Anh Lạc, thường xuyên qua lại Diên Hi cung. Cô tâm sự với Thuận tần Nữu Hỗ Lộc Trầm Bích thì bị xúi tự vẫn. Không muốn Anh Lạc và Hải Lan Sát biết tin, Minh Ngọc đã dùng cây kéo Trầm Bích tặng tự sát. Cái chết của cô khiến Anh Lạc cùng Hải Lan Sát vô cùng đau buồn. |
| Tô Thanh       | Nhân vật hư cấu                                  | Hỉ Tháp Lạp Nhĩ Tình (喜塔腊•爾情)        | Trường Xuân cung (长春宫) Phú Sát phủ (富察府) | Trường Xuân cung chưởng quản (长春宫掌管)→ Nhất đẳng Ngự tiền thị vệ phu nhân (御前一等侍衛夫人) → Bảo Hòa điện Đại học sĩ phu nhân (保和殿大学士夫人) → Nhất đẳng Trung Dũng công phu nhân (一等忠勇公夫人) Con gái của Hình Bộ Thượng Thư, đáng lẽ có thể nhập cung làm phi hoặc miễn tuyển, nhưng do tổ phụ chỉ có chức nhỏ, không thực sự có gia thế, Nhĩ Tình đành nhập cung làm cung nữ. Cô cùng với Minh Ngọc là cung nữ thân cận bên Phú Sát Dung Âm. Ban đầu, Nhĩ Tình hiền lành, đoan trang, tỉ mỉ, là một người chị cả hết lòng chỉ bảo những cung nữ mới đến Trường Xuân cung làm việc, đặc biệt là Anh Lạc nên được Dung Âm quý mến, tin tưởng và giao cho nhiều việc lớn hơn Minh Ngọc. Tuy nhiên, Dung Âm cũng nhìn ra Nhĩ Tình không an phận, luôn tham vọng thoát khỏi thân phận cung nữ. Đúng như vậy, dưới lớp vỏ bọc, ả điêu ngoa ngang tàng, tâm địa rắn rết, luôn giở thủ đoạn đê hèn để đoạt thứ mình muốn. Ban đầu, cảm thấy Anh Lạc giành hết lòng tin của Dung Âm ả đã vô cùng ganh ghét nhưng vẫn cố nhịn, đến khi biết Phó Hằng - người ả say mê lại một mực muốn cưới Anh Lạc, ả tìm cách giật giây cho Minh Ngọc ganh ghét, đối đầu Anh Lạc. Thấy Minh Ngọc dần xóa bỏ thành kiến, ả nhân lúc Dung Âm mang thai, khuyên bà tiến cử Anh Lạc trở thành phi tần của Càn Long để có thêm vây cánh. Dung Âm nhìn ra tất cả, mượn lời của Anh Lạc thẳng thừng giáo huấn. Dung Âm ngã hôn mê ở Ngự Cảnh đình, ả đem chuyện Anh Lạc và Phó Hằng tố giác. Càn Long giam Anh Lạc vào nhà lao, Nhĩ Tình dựng chuyện nếu Phó Hằng xin Càn Long ban hôn với ả, Anh Lạc sẽ không chịu tội. Phó Hằng đành rứt ruột chia tay Anh Lạc, thành thân cùng Nhĩ Tình. Tuy nhiên họ không động phòng vì Phó Hằng yêu Anh Lạc da diết. Nhĩ Tình nghi Phó Hằng có ý định Thanh Liên - thị nữ quét dọn thư phòng làm thiếp nên dùng hình rút móng tay, đánh đập tàn bạo. Phó Hằng nhận ra bản chất xấu xa nên vạn phần kinh tởm, sỉ nhục ả "nàng vĩnh viễn không bằng Ngụy Anh Lạc". Nhĩ Tình tư thông với em cùng cha khác mẹ của Phó Hằng, không ngờ mang thai. Ả khóc lóc xin Dung Âm cho ở tạm Trường Xuân Cung, hiến kế dùng thuốc trợ thai để Dung Âm sớm sinh đích tử, quả nhiên bà hoài thai. Vào ngày giỗ của Hoàng nhị tử Vĩnh Liễn, Càn Long mượn rượu giải sầu và đến thăm Dung Âm. Hoàng hậu sợ ảnh hưởng long thai, sai thái giám dìu ông qua phòng riêng, ả nhân cơ hội lẻn lên giường. Sáng Càn Long tỉnh dậy, ả tỏ vẻ oan ức, dựng chuyện trong cơn say bị ông cưỡng ép. Ngay sau khi ả thông báo hỉ sự, Phó Hằng biết không phải con mình nhưng hận không thể làm gì với long duệ (thực tế là cốt nhục của em trai Phó Hằng). Dung Âm cùng quẫn vì mất con trong vụ hỏa hoạn, ả viện cớ thỉnh an, kể lể cái thai trong bụng là của Càn Long. Cảm thấy bị phản bội, Hoàng hậu đứng trên thành cao gieo mình tự vẫn. Phó Hằng trở về sau trận chiến Kim-Xuyên, biết Anh Lạc được phong làm Lệnh tần, anh ngày đêm mong nhớ, không ngó ngàng Nhĩ Tình mà chỉ tâm sự cùng Thanh Liên. Ả nhân lúc Phó Hằng đi vắng, giá họa Thanh Liên đẩy con trai là Phúc Khang An xuống nước. Thanh Liên bị đuổi khỏi phủ với lý do "gả cho nhà khác". Thực chất, Thanh Liên bị bán vào kỹ viện, ngày đêm chịu hành hạ thể xác nên nhục nhã tự tử. Phó Hằng biết chuyện, muốn từ thê thì bị mẹ phản đối, Phó Hằng chỉ còn cách xin Hoàng thượng chuẩn tấu đi dẹp loạn Hoắc Lan bộ tộc, tránh mặt Nhĩ Tình. Về sau, Hổ Phách - cung nữ Tân Giả Khố, từng làm việc tại Trường Xuân Cung kể chuyện Nhĩ Tình dùng cái thai đả kích Hoàng hậu. Anh Lạc và Minh Ngọc căm phẫn. Vào lễ Thân Tằm, Na Lạp Kế Hoàng hậu đích thân chủ trì, các mệnh phụ triều đình được mời vào cung tham dự. Anh Lạc sai Viên Xuân Vọng lôi Nhĩ Tình đến Trường Xuân Cung hỏi tội, ả thú nhận toàn bộ xuất phát từ lòng đố kỵ Anh Lạc. Anh Lạc ban rượu độc tự kết liễu, ả không chịu uống, Minh Ngọc nốc rượu vào miệng đến khi tắt thở. Cái chết của Nhĩ Tình là một trong nguyên nhân khiến Anh Lạc bị thất sủng. Con cái: Phúc Khang An |
| Vương Mậu Lôi  | Nhân vật hư cấu                                  | Viên Xuân Vọng (园春望)                   | Tân Giả khố (四執庫) Trường Xuân cung (长春宫) Viên Minh viên (圆明园) Diên Hi cung (延禧宫) Thừa Càn cung (承乾宫) Tân Giả khố (四執庫)                                              | Tân Giả khố công công (四執庫公公) → Tân Giả khố quản sự (四執庫管事) → Viên Minh viên công công (圆明园公公) → Diên Hi cung tổng quản thái giám (延禧宫总管太监) → Thừa Càn cung tổng quản thái giám (承乾宫总管太监) Là hoạn quan ở Tân Giả khố, chuyên cọ rửa bô vệ sinh, thường xuyên bị các công công ăn hiếp, đánh đập. Anh Lạc bị Phú Sát Hoàng hậu đày vào Tân Giả khố, gặp Xuân Vọng và kết nghĩa huynh muội. Xuân Vọng thầm yêu Anh Lạc dù cô chỉ xem anh là ca ca. Phó Hằng nói lời chia tay, Xuân Vọng là người lau nước mắt cho Anh Lạc. Anh Lạc bệnh, anh không ngại ngày đêm chăm sóc. Biết Anh Lạc là chủ mưu hại Cao quý phi, anh không những không tố giác mà hết sức che giấu. Phú Sát Hoàng hậu bạo băng, Anh Lạc bị đày đến Viên Minh viên, anh chấp nhận đi theo bảo vệ suốt đời. Vậy mà sau đó Anh Lạc quyết tâm làm Quý nhân để báo thù cho Hiếu Hiền Hoàng hậu, mặc cho Xuân Vọng phản đối cô gả cho Càn Long, dọa dứt tình huynh muội. Ở Diên Hi cung một thời gian, Anh Lạc nạp Xuân Vọng làm Tổng quản thái giám, tình cảm tốt đẹp. Đến khi bị Càn Long phát hiện dùng thuốc tránh thai, cô nhận ra Xuân Vọng là gián điệp do Thục Thận cài đến để theo dõi, chuyện tránh thai cũng do hắn mách lẻo Thục Thận vì hận cô "phản bội" lúc còn ở Viên Minh viên. Xuân Vọng đầu quân cho Thục Thận ở Thừa Càn Cung. Trầm Bích - sủng phi mới của Càn Long vu cáo Anh Lạc, làm cô bị Hoàng thượng thất sủng, Thái hậu giam cầm, nô tài xa lánh. Xuân Vọng nhân đó sỉ nhục, không cho ăn uống để cô chết vì bệnh và đói khát. Không ngờ tất cả là khổ nhục kế của Anh Lạc để lật tẩy Trầm Bích và Thục Thận. Cô tự minh oan, cộng thêm mang long thai nên phục sủng, được giao toàn quyền xử lý Xuân Vọng. Niệm tình xưa, Anh Lạc tha chết, xem như trả xong món nợ. Cuối phim, Xuân Vọng làm nhiều việc đen tối như: tháo dây súng hỏa mai của Hoàng ngũ tử Vĩnh Kỳ khiến pháo rỉ xuống chân và bùng nổ; Diệp Y Sĩ trị thương bằng cách cho trùng ăn phần thịt thối, hắn mua chuộc thái giám tráo thành trùng độc hại Vĩnh Kỳ suýt chết. Trước đó, giá họa Hoàng tứ tử Vĩnh Thành mưu hại đệ đệ, thêu dệt Hoàng hậu thiên vị con ruột là Hoàng thập nhị tử Vĩnh Cơ, có ý độc chết Vĩnh Thành khiến cậu oán trách bà trước Càn Long. Cùng lúc, hạ độc bút lông làm Hoàng thập ngũ tử Vĩnh Diễm hôn mê. Hoàng tự lần lượt có biến trừ Vĩnh Cơ, Càn Long và Thái hậu sinh nghi. Hoàng hậu bệnh, Càn Long khuyên bà nghỉ ngơi, không cần theo hầu đợt Nam tuần lần 4. Xuân Vọng bịa chuyện ông muốn phong Anh Lạc làm Hoàng Quý phi, chuẩn bị phế hậu. Thục Thận ôm hận lập mưu cùng Hòa Thân Vương, sát hại Càn Long vào dịp Nam tuần. Hắn thừa cơ trộm ngọc bội của Thục Thận đeo vào y phục Hòa Thân Vương, giá họa tư tình. Đến đây, Anh Lạc tố cáo tội ác của hắn và mục đích trả thù tộc Ái Tân Giác La. Khi này mọi chuyện hé lộ: mẹ Xuân Vọng là thôn nữ Thái Hành Sơn, không chồng mà hoài thai vào lúc Ung Chính đế nương nhờ trong cơn trinh sát. Ung Chính rời khỏi, để lại bộ y phục Thân vương. Mẹ Xuân Vọng sinh xong thì qua đời. Hắn được truyền từ tay người này qua người khác nuôi dưỡng. Trước khi mất, mẹ nuôi của hắn đã trao lại một miếng ngọc bội và bảo hắn đi tìm cha ruột. Tin chắc mình là hậu duệ của Ung Chính, hắn vào Tử Cấm Thành gặp cha, kết quả không được thừa nhận, bị Bát Thân vương phát hiện ra chuỗi ngọc, bắt hắn làm thái giám để trả thù vì không được làm vua, ngoài ra còn phải sống khổ sở trong khi huynh đệ ăn sung mặc sướng mỗi ngày. Thái hậu đính chính khi đó Tiền thị phu nhân vì muốn bảo hộ tiên đế nên đã đổi y phục, quân giặc sau khi hại Tiền thị đã đánh cắp và giả dạng Thân vương làm nhục mẹ Xuân Vọng. Hắn nghe vậy hóa điên, Càn Long toan xử tử nhưng Thái hậu ngăn cản, lệnh giam vào Tân Giả khố cả đời. Rất có thể hắn thật sự là cốt nhục của tiên đế nên được miễn tử. |
| Vương Viện Khả | Thuần Huệ Hoàng quý phi                          | Tô Tịnh Hảo (蘇净好)                      | Bảo Thân Vương phủ (啟祥宮) Chung Túy cung (钟粹宫) Bắc Tam sở (北三所) | Bảo thân vương Cách cách (宝亲王格格) → Thuần phi (純妃) → Thuần quý phi (純貴妃) → Tô đáp ứng (蘇答應) Xuất thân Mãn Châu Chính Bạch kỳ, người Hán. Ban đầu Tịnh Hảo không đặt trái tim nơi Càn Long, không cầu sủng ái, nguyện tắm nước lạnh để nhiễm bệnh và trốn thị tẩm. Là bằng hữu của Phú Sát Dung Âm trước khi vào tiềm để, luôn hết mực trung thành, thậm chí lôi kéo Thục Thận làm vây cánh dù bị từ chối. Từng bị đồn có tình cảm "trên mức bình thường" với Dung Âm, cô thực chất thầm yêu Phó Hằng nhưng vì phụ thân nói sẽ gả cô cho Bảo Thân vương nên đành chôn chặt tình yêu của mình. Tịnh Hảo luôn ảo tưởng tình cảm được đáp lại vì thấy anh đeo trụy tử cô tặng. Tuy Tịnh Hảo đối tốt với Dung Âm, Anh Lạc sớm nhìn ra cô không đơn giản khi giá họa Cao Ninh Hinh sai đầu bếp nấu món nóng cho Kha Lý Diệp Đặc A Nghiên trong lúc mang thai, khiến Hoàng ngũ tử Vĩnh Kỳ dễ bị vàng da bẩm sinh, ngoài ra thủ tiêu đầu bếp và ngụy tạo huyết thư tố cáo. Biết tình cảm Phó Hằng dành cho Anh Lạc và chuyện anh kết hôn với Nhĩ Tình, cô chất vấn Ngọc Hồ - cung nữ bồi giá thì phát hiện Phó Hằng không hề hay trụy tử là do cô tặng, anh đeo vì hiểu nhầm là quà của chị gái. Trong lúc tuyệt vọng, Thục Thận xúi giục Tịnh Hảo vì tương lai tranh sủng. Cô xuống nước với Càn Long, được sủng ái và sinh Hoàng lục tử Vĩnh Dung, Càn Long ngay lập tức hạ chỉ tấn phong làm Quý phi. Cũng từ đây, cô dần xa cách và không còn trò chuyện thân thiết với Dung Âm như trước. Không lâu sau, Dung Âm hạ sinh Hoàng thất tử Vĩnh Tông, Càn Long xem trọng đích tử cộng thêm Thục Thận nói bóng gió Vĩnh Tông được ưu tiên kế vị, ả lập tức trở mặt ganh ghét, phóng hỏa Vạn Cát tường ở Trường Xuân cung làm Vĩnh Tông chết cháy, Dung Âm đau lòng tự vẫn. Về sau Thục Thận kế ngôi Hoàng hậu, Tịnh Hảo trở thành phi tần có địa vị cao nhất, đắc sủng lục cung. Lúc này Anh Lạc bị điều đến Viên Minh viên, Minh Ngọc được ả thu nạp về Chung Túy cung, đối xử tử tế cho đến khi Minh Ngọc phát hiện Ngọc Hồ tư tình với Vương Trung - quản sự Thục Hỏa xử. Sợ bại lộ việc cấu kết với Vương Trung hại mẹ con Hiếu Hiền Hoàng hậu, ả hành hạ Minh Ngọc bằng cách lệnh Ngọc Hồ châm kim vào động mạch. Anh Lạc nhanh trí nhìn ra Minh Ngọc có biểu hiện khác thường nên gặng hỏi và chữa trị. Sau khi Minh Ngọc kể lại sự tình, Tịnh Hảo trở thành mục tiêu để Anh Lạc báo thù. Bấy giờ vây cánh của ả có Kha Lý Diệp Đặc A Nghiên. Ả dùng Hoàng ngũ tử Vĩnh Kỳ để uy hiếp A Nghiên làm việc xấu. Chính ả vu khống Anh Lạc tư tình cùng Phó Hằng khiến Anh Lạc thất sủng, bày mưu khiến Anh Lạc ngã ngựa khi Càn Long dạy cô cưỡi ngựa, lạm dụng nhân sâm khiến Vĩnh Kỳ bị trúng độc sau khi dùng điểm tâm tại Diên Hi cung... Tuy nhiên, Tịnh Hảo nhận cái kết bất ngờ là bị A Nghiên tố giác trước Càn Long. Lúc này Thục Thận đem chuyện ả thiêu cháy Trường Xuân cung bẩm báo. Càn Long phế ả làm Đáp ứng, giam tại Bắc Tam sở. Trước khi bị Thục Thận cho người siết cổ chết, ả nhận ra từ đầu chí cuối bị bà giật dây để hại Phú Sát Dung Âm, cuối cùng làm con cờ thế mạng. Con cái: Hoàng lục tử Vĩnh Dung |

### Tuyến nhân vật hậu phi
| Diễn viên                         | Nhân vật lịch sử         | Nhân vật trong phim                      | Cư ngụ                                                               | Ghi chú |
| Đàm Trác                          | Tuệ Hiền Hoàng quý phi   | Cao Ninh Hinh (高寧馨)                   | Bảo Thân Vương phủ (啟祥宮) Trữ Tú cung (儲秀宮)                     | Bảo Thân vương Cách cách (宝亲王格格) → Bảo Thân vương Trắc phúc tấn (宝亲王側福晉) → Cao quý phi (高貴妃) → Hoàng quý phi (皇貴妃) → Tuệ Hiền Hoàng quý phi (慧賢皇貴妃, truy phong) Xuất thân Tương Hoàng kỳ Bao y, cha là Đại học sĩ Cao Bân, từng làm Tổng đốc Hà Đạo dưới thời Ung Chính. Ban đầu, nhập cung với phân vị Cách cách, địa vị thấp hơn Thục Thận và Kim thị. Sau vì phụ thân có tài nên Ung Chính ra chỉ tấn phong làm Trắc phúc tấn của Bảo Thân vương. Khi Càn Long đế đăng cơ thì trở thành Quý phi, vị trí chỉ ngay dưới Dung Âm. Dung mạo hơn người, gia thế hiển hách nên Ninh Hinh đắc sủng so với phi tần khác. Ả kiêu căng, không nhường nhịn ai, kể cả Phú Sát Dung Âm cũng thường xuyên bị chèn ép. Dù vậy, ả vẫn đố kỵ vì Càn Long chỉ quan tâm một mình Dung Âm. Trong 32 tập đầu phim, Ninh Hinh là nhân vật phản diện chủ chốt, hại nhiều phi tần và long tự. Nhân lúc Dung Âm đau buồn vì mất hoàng nhị tử Vĩnh Liễn, ả lấy lý do Dung Âm không chịu cai quản lục cung, thân là Quý phi nên thay thế và thả sức hô mưa gọi gió: vu cáo Di tần Bách Nhu Chương, phạt vả mặt trước toàn bộ cung nhân khiến Nhu Chương nhục nhã tự tử; biết Thục Thận cùng quẫn vì người thân, bà triệt mọi hi vọng, tố cáo Na Nhĩ Bố mua chuộc Di Thân vương khiến ông bị giam ngục; cùng Kim thị hại A Nghiên sẩy thai bằng cách hạ độc, thả chó hù dọa, sai thái giám thắt cổ,... mưu kế không thành thì giá họa Hoàng hậu đố kỵ long thai, bị Anh Lạc lật tẩy tại chỗ. Âm mưu của Ninh Hinh chưa bao giờ thành công từ khi có Anh Lạc. Khi Phú Sát Dung Âm và Thái hậu rời cung đi tế thần, Kha Lý Diệp Đặc A Nghiên hạ sinh Hoàng ngũ tử Vĩnh Kỳ bị bệnh vàng da, ả lấy cớ điềm gở, bắt chôn sống hai mẹ con để tiêu diệt. Nhờ Anh Lạc, Thục Thận và Tịnh Hảo chứng minh Vĩnh Kỳ mắc bệnh thường gặp ở trẻ em, tố cáo Quý phi có mưu đồ bất chính nên mọi chuyện được giải quyết. Ninh Hinh bị cấm túc 3 ngày, sau phục sủng nhờ diễn vở tuồng "Quý phi say rượu" trước Càn Long. Lúc này Ninh Hinh hé lộ bản thân là kẻ đáng thương bị cha và cả gia tộc xem như con cờ. Mẹ vì hy sinh cho Cao gia mà bị giết, không được xây mộ. Cao Bân tái hôn có thêm ba con gái, Ninh Hinh luôn bị cha ép tranh sủng, tạo áp lực bằng cách dọa đưa 3 người em trẻ đẹp tiến cung. Vào buổi tiệc Tết Trùng dương ở Ngự Cảnh đình, ả cấu kết với Thư phi Nạp Lan Thuần Tuyết hại Dung Âm sẩy thai bằng cách xô té cầu thang, khiến Dung Âm hôn mê. Tuy là phi tần có địa vị cao nhất, song Thục Thận được Thái hậu sủng ái, tin tưởng nên Ninh Hinh mất quyền quản lý lục cung. Để gây ấn tượng trong ngày thọ của Thái hậu, ả triệu tập đoàn biểu diễn pháo hoa bằng nước thép. Anh Lạc nhân cơ hội rửa hận thay Dung Âm, giật dây để người biểu diễn hắt nước thép lên lưng ả. Thục Thận biết trước sự việc, trộn cả phân vào nước thép nên vết thương thêm phần thối rữa. Biết mình bị nhiễm trùng sắp chết, Ninh Hinh gọi Càn Long đến xem bà múa lần cuối rồi treo cổ tự vẫn. Nhận tin bà qua đời, Càn Long ra chỉ tấn phong Hoàng quý phi. Về sau, ông ban thụy hiệu Tuệ Hiền Hoàng quý phi. Mọi nghi thức trong tang lễ được cử hành giống như của Đôn Túc Hoàng quý phi Niên thị của Ung Chính Đế. Không có con nên có ý giành nuôi con trai Kim thị là Hoàng tứ tử Vĩnh Thành, tuy nhiên cũng bị Thục Thận giành mất cơ hội vì được Càn Long tín nhiệm. |
| Phan Thời Thất                    | Thục Gia Hoàng quý phi   | Kim thị (嘉氏)                           | Bảo Thân Vương phủ (啟祥宮) Trữ Tú cung (儲秀宮) Bắc Tam sở (北三所) | Bảo thân vương Cách cách (宝亲王格格) → Gia Quý nhân (嘉貴人) → Gia tần (嘉嬪)→ Gia Quý nhân (嘉貴人) → Kim Đáp ứng (嘉答應) Xuất thân Chính Hoàng kỳ Bao y, thuộc tộc Kim thị, người Triều Tiên. Bề ngoài dịu dàng lễ phép, nhưng thực tế không từ thủ đoạn để tranh sủng. Gia thế không hiển hách, không được Càn Long để ý, sinh Hoàng tứ tử Vĩnh Thành cũng chỉ được phong Tần, ả quyết định làm tay sai cho Cao Ninh Hinh để có chỗ dựa. Kim thị mưu hại nhiều phi tần như Kha Lý Diệp Đặc A Nghiên, Huy Phát Na Lạp Thục Thận, thậm chí cả Phú Sát Dung Âm. Thấy Vĩnh Thành không được Càn Long xem trọng, ả tính kế trừ khử cái thai của A Nghiên bằng cách cấu Tuyết Cầu - chó cưng của Cao Ninh Hinh cho chạy toán loạn Ngự Hoa viên, Dung Âm và A Nghiên đi ngang bị rượt, A Nghiên được Anh Lạc che chở nên thoát nạn. Ả tiếp tục mua chuộc cung nữ Phương Thảo bên A Nghiên, tráo bột trân châu thành bột vỏ sò để Du Quý nhân uống đến sẩy thai, tuy nhiên cũng bị Anh Lạc phát giác. Cha Thục Thận bị Di Thân vương tố mua chuộc. Ông bị tống giam, con trai bệnh chết, còn vợ vì gia môn bất hạnh mà tự tử. Nỗi đau của Thục Thận đều do ả và Cao Ninh Hinh thông đồng với Di Thân vương mà ra. Trước Lệ Chi yến, ả và Quý phi cho người phá hoại cây lệ chi của Dung Âm, khiến toàn bộ vải rơi rụng. Không ngờ cả hai bị Anh Lạc "gậy ông đập lưng ông" đổ tội cho Tuyết Cầu, ngoài ra bị A Nghiên tố giác Càn Long chuyện ở Ngự Hoa viên. Càn Long phạt Quý phi bổng lộc một năm, giáng Gia tần làm Quý nhân, mất quyền làm chủ một cung vì theo luật nhà Thanh, các phi tần có cấp bậc từ Quý nhân trở xuống không được làm chủ một cung mà phải ở chung cung với ai có tước vị Tần trở lên. Gia Quý nhân nhờ Di Thân vương vu cáo Anh Lạc ý đồ bất chính với Khánh Tích - thị vệ của Di Thân vương. Anh Lạc đưa ra bằng chứng thuyết phục, kết cục Khánh Tích bị phạt 100 trượng, Di Thân vương bị Càn Long trách phạt, ả bị tước quyền nuôi Vĩnh Thành vào tay Thục Thận. Thục Thận không có con nên hết lòng chăm Vĩnh Thành. Ả loan tin đồn Vĩnh Thành bị ngược đãi, mua chuộc dưỡng mẫu đắp chăn vào mùa hè để cậu bé bị sốt, sau đó cho ăn canh cá, thịt gà dẫn đến tiêu chảy, mục đích giá họa Nhàn phi và đoạt lại con. Kế hoạch sắp thành công vì có Cao Ninh Hinh "chống lưng" thì bị Tịnh Hảo vạch trần, Càn Long phế làm Đáp ứng, giam vào Bắc Tam sở. Kim thị không hề biết rằng việc Tịnh Hảo xuất hiện chính là do Thục Thận mời đến Thừa Càn cung thưởng trà. Trong đêm, Thục Thận đến Bắc Tam sở chất vấn, ả kể hết mọi chuyện với giọng điệu khiêu khích. Biết được nguồn gốc nhà tan cửa nát do Kim thị và Cao Ninh Hinh nên siết cổ ả. Vĩnh Thành nhận Thục Thận làm mẹ, quên đi người mẹ đẻ Kim thị. Con cái: Hoàng tứ tử Vĩnh Thành |
| Phan Thời Thất                    | Thục Gia Hoàng quý phi   | Kim thị (嘉氏)                           | Trữ Tú cung (儲秀宮)                                                 | Gia Quý nhân (嘉貴人) → Gia tần (嘉嬪) → Gia phi (嘉妃) Sau khi Kim Đáp ứng qua đời, gia tộc Kim thị tiến cử muội muội sinh đôi của ả vào cung, ban đầu nhập cung được phong làm Quý nhân, sau tấn phong Tần vị, hay còn được gọi là Tiểu Gia tần. Tiểu Gia tần thông minh xinh đẹp, miệng lưỡi lại điêu ngoa xảo trá. Ban đầu, Càn Long phân vân việc giao Vĩnh Thành cho Tiểu Gia tần, nhưng thấy Nhàn phi thương Vĩnh Thành như con đẻ nên quyết định để bà nuôi đến lớn. Trước khi Anh Lạc làm Quý nhân, Tiểu Gia tần và Thuần Tuyết đắc sủng hậu cung chỉ thua Tịnh Hảo. Về sau Anh Lạc được Càn Long sủng ái, ả ganh ghét nhưng bị thua thiệt vì trình độ tranh sủng không bằng. Ả bày mưu để Hoàng thượng bắt gặp Anh Lạc và Phó Hằng gặp nhau tại miếu thờ Hiếu Hiền Hoàng hậu, kết cục bị lật tẩy mưu đồ và thất sủng. Nhiều năm sau được tấn phong Gia phi. Con cái: - Hoàng bát tử Vĩnh Tuyền - Hoàng cửu tử - Hoàng thập nhất tử Vĩnh Tinh |
| Trương Gia Nghê                   | Thuận Quý nhân           | Nữu Hỗ Lộc Trầm Bích (鈕祜祿•沉碧)       | Lệ Cảnh hiên (麗景軒)                                                | Thường Quý nhân (常贵人) → Thuận tần (順嬪) Xuất thân danh giá, tổ phụ là khai quốc công thần, cô tổ mẫu là Hiếu Chiêu Nhân Hoàng hậu của Khang Hi đế, thân phụ là Ái Tất Đạt (愛必達). Là phi tần quốc sắc thiên hương, phong lưu thoát tục nhất hậu cung. Nhập cung ba tháng nhận vô vàn sủng ái, còn được Càn Long ban tên Trầm Bích (沉碧), lấy từ câu thơ "tĩnh ảnh trầm bích", ví cô như ngọc bích dưới nước, hoàn mỹ không tì vết. Trầm Bích nhập cung trong khi Anh Lạc hầu Thái hậu dưỡng bệnh ở Viên Minh viên. Sự xuất hiện của Trầm Bích làm Phó Hằng lo lắng, khuyên Anh Lạc lập tức về Tử Cấm Thành, vì từ khi có Trầm Bích, Càn Long đã dần quên Anh Lạc, không màng viết thư thăm hỏi. Theo lời Phó Hằng: "xinh đẹp, trung thành, khiêm tốn, thẳng thắn, dũng cảm, từ nào cũng có thể dùng để hình dung Trầm Bích". Thục Thận long trọng đón Anh Lạc hồi cung, lôi kéo cô đối phó Trầm Bích, Anh Lạc không hiểu vì sao Thục Thận là chủ lục cung, có hai đích tử, địa vị vững chắc mà lại sợ một phi tần mới nhập cung, đến khi gặp Trầm Bích, cô tự ti về bản thân nên lập tức đồng ý với Thục Thận. Thái hậu nghe các phi tần kể Trầm Bích thường xuyên múa hát mê hoặc Hoàng thượng nên có ác cảm. Thục Thận giao Anh Lạc dạy dỗ Trầm Bích cung quy. Trầm Bích ngây thơ chân chất, khiến cho Anh Lạc dù ghen tị vẫn thấy đáng yêu. Vào ngày giỗ Hòa An Công chúa - con gái bị chết yểu của Thái Hậu, Thục Thận mua chuộc pháp sư làm cháy bàn thờ, vu oan Trầm Bích là yêu nghiệt phá hoại phúc khí. Cũng may Anh Lạc nhìn thấu sự việc, trước đó châm kim vào cằm Trầm Bích, để lại hai vết sẹo, dặn cô nói dối Thái hậu về ngày sinh. Thấy cô có hai "nốt ruồi" ở cằm và ngày sinh giống với Hòa An Công chúa, Thái hậu nghi cô là kiếp sau nên yêu thương bảo hộ như con gái. Trầm Bích khuyên Càn Long quan tâm Anh Lạc nhiều hơn vì nhận ra tình cảm ông che giấu. Cô cảm kích Anh Lạc, trở nên gần gũi, thậm chí còn ngủ chung giường. Thực chất Trầm Bích là kẻ hai mặt xảo trá. Biết Minh Ngọc đau đớn vì những chiếc kim trong cơ thể, ả cố tình tặng hộp quà có cây kéo lấy lý do làm của hồi môn, nói đểu khiến Minh Ngọc tự vẫn. Minh Ngọc mất, Anh Lạc đến Trường Xuân cung thỉnh tội với Hiếu Hiền Hoàng hậu, Phó Hằng chạy đến an ủi, ả cố tình dẫn Càn Long đến bắt gặp. Anh Lạc phát hiện cây kéo Minh Ngọc đâm vào ngực là quà cưới của Trầm Bích nên đến chất vấn, ả lao vào kéo tự đả thương, dàn cảnh bị hành thích. Thái hậu giam Anh Lạc vào Diên Hi cung, ả kích đểu Phó Hằng đưa Anh Lạc bỏ trốn, song song đến thăm Anh Lạc, tỏ vẻ muốn giúp cô thoát khỏi "chốn thị phi" này. Sau khi dàn xếp yên ổn để cả hai bỏ chạy, ả tố cáo họ gian díu, khuyên Càn Long đến Tây Trực môn bắt quả tang tại trận. Kế hoạch tưởng như hoàn hảo, cuối cùng thua bởi khổ nhục kế của Anh Lạc. Anh Lạc và Phó Hằng gặp Càn Long trong cung, chứng minh họ không đến Tây Trực môn như Trầm Bích bịa đặt. Trầm Bích kêu oan, Càn Long bất ngờ lật tẩy thân phận ả. Thì ra, con gái ruột của Ái Tất Đạt mất tích từ lâu, ông tìm mỹ nhân khắp nơi, thấy Trầm Bích đẹp nghiêng nước nghiêng thành, nhận làm nghĩa nữ rồi dâng Đại Thanh làm cống phẩm cầu hoà. Bấy giờ Trầm Bích đã có một bé trai tên A Hạ. Thấy mẹ bị ép rời đi, A Hạ chạy theo, vô tình rơi vào bẫy thú trong rừng và bỏ mạng. Lúc Phó Hằng hộ tống vào cung, Trầm Bích nghe tin, toan nhảy vực tự sát, Phó Hằng tưởng bị trượt chân nên kéo lên kịp thời. Cô hận lây Phó Hằng và Càn Long, muốn họ hại chết nữ nhân mình yêu là Nguỵ Anh Lạc. Bại lộ chân tướng, cô rút trâm ám sát Càn Long thì Phó Hằng lao ra đỡ, bị thương nhẹ ở vai. Trầm Bích bị phế truất, cấm túc tại Lệ Cảnh hiên, phải giả điên để sống tiếp. Càn Long còn ra lệnh niêm phong nơi này, không ai được phép đến. Anh Lạc đến thăm lần cuối, cô thừa nhận ám sát Hoàng thượng để vạ lây gia đình Ái Tất Đạt, khiến hai con trai của ông bị xử tử và lưu đày. Cô còn cho biết mình không chồng mà có con vì bị làm nhục bởi dung mạo xinh đẹp. Trong tiểu thuyết "Diên Hi công lược" của tác giả Chu Mạt, nguyên mẫu của Nữu Hỗ Lộc Trầm Bích là Dung phi người Duy Ngô Nhĩ, một sủng phi bậc nhất của Càn Long Đế. Ban đầu phim cũng dựng theo như vậy, nhưng vì vấn đề chính trị và dân tộc thiểu số nhạy cảm, phân cảnh của Dung phi vì thế mà cũng bị cắt giảm đi rất nhiều. Phong hiệu Dung「容」 cũng bị đổi thành Thuận「順」, và nhân vật Trầm Bích cũng đổi hướng sang nguyên mẫu Thuận Quý nhân trong lịch sử. |
| Luyện Trác Mai                    | Du Quý phi               | Kha Lý Diệp Đặc A Nghiên (珂里叶特•阿妍) | Bảo Thân Vương phủ (啟祥宮) Vĩnh Hòa cung (永和宫)                   | Bảo thân vương Cách cách (宝亲王格格) → Du Quý nhân (愉 貴人)→ Du tần (愉嫔) → Du phi (愉妃) Xuất thân Mông Cổ Tương Lam kỳ, tính tình yếu đuối, hay sợ sệt. Trong phim, Kha Lý Diệp Đặc A Nghiên là phi tần đầu tiên mang thai, sau sinh Hoàng ngũ tử Vĩnh Kỳ. Đầu phim, cô mất đi tỷ muội tốt là Di tần Bách Nhu Chương vì bị Cao Ninh Hinh dụng hình, chết trong nhục nhã. Lúc mang thai, cô bị Cao Ninh Hinh và Kim thị bày kế thả chó hù dọa, sai thái giám thắt cổ, mua chuộc cung nữ hạ độc trong thuốc an thai. Chưa kể sinh Vĩnh Kỳ bị bệnh vàng da, cô bị Cao Ninh Hinh gán là điềm gở, suýt chôn sống hai mẹ con. Thế nhưng năm lần bảy lượt đều được Phú Sát Dung Âm và Anh Lạc bảo vệ. Anh Lạc chỉ cô "biến nước mắt thành vũ khí mạnh nhất", từ đó cô sống mạnh mẽ hơn. Sau khi Phú Sát Hoàng hậu qua đời, A Nghiên tỏ ra gió chiều nào xuôi chiều nấy, nịnh bợ Tô Tịnh Hảo và đối đầu Anh Lạc, thực tế cô bị Tịnh Hảo dùng Vĩnh Kỳ để uy hiếp. Anh Lạc trách cô vô ơn, song rất thân với Vĩnh Kỳ vì cậu bé thường xuyên đến Diên Hi cung trò chuyện. Một ngày nọ, Vĩnh Kỳ trúng độc sau khi dùng điểm tâm với Anh Lạc, A Nghiên bất ngờ khai bị Tịnh Hảo ép bồi bổ nhân sâm quá liều khiến cậu bé bị tương khắc và trúng độc, mục đích vu cáo Anh Lạc mưu hại hoàng tự. Nghĩ mình khó được tha, A Nghiên dặn con "từ nay phải nghe lời Lệnh mẫu phi". Qua câu nói này, Anh Lạc nhận ra A Nghiên không hề thay đổi, cô chỉ giả vờ thân cận Tịnh Hảo để tìm chứng cứ lật đổ, báo thù cho Hiếu Hiền Hoàng hậu. Vĩnh Kỳ thương mẹ, cậu bé đến cầu xin Thái hậu khai ân nên A Nghiên được tha chết, đày tới phật tự tu hành cả đời. Anh Lạc từ biệt và hứa thay cô chăm sóc Vĩnh Kỳ thật tốt. Con cái: Hoàng ngũ tử Vĩnh Kỳ |
| Lý Xuân Ái                        | Thư phi                  | Nạp Lan Thuần Tuyết (納蘭•纯雪)          | Vĩnh Thọ cung (永寿宫)                                               | Thư Quý nhân (舒貴人) → Thư tần (舒嬪)→ Thư phi (舒妃) Xuất thân Mãn Châu Chính Hoàng kỳ, thuộc tộc Nạp Lan thị, cha là thị lang Nạp Lan Vĩnh Thọ, ông nội là đại thần Nạp Lan Minh Châu. Tuy xinh đẹp khả ái nhưng từ khi nhập cung Thuần Tuyết chưa bao giờ được gặp Hoàng thượng. Cô nghĩ ra cách đi kết thân với Dung Âm nhưng thất bại. Bực tức vì nghĩ Dung Âm coi thường mình nên cô đổi ý đi nịnh nọt Cao Ninh Hinh tìm chỗ dựa. Cô làm nhiều việc chướng mắt như đánh cắp Phật Chi Liên - quà mừng thọ Thái hậu để gây khó dễ cho cung nữ Trường Xuân cung; sai người đẩy cung nữ từ thành cao xuống với lý do "học theo Trường Xuân cung ca múa nên trượt chân", mục đích hại Dung Âm mất đi ân sủng của Thái hậu. Tuy nhiên việc cô làm không những thất bại, còn khiến Ninh Hinh bị vạ lây khi Thái hậu sai người đốt bỏ trang phục hát tuồng. Sau khi Cao Ninh Hinh mất, cô đắc sủng chỉ thua Tịnh Hảo. Bị Anh Lạc cướp đi sự sủng ái của Càn Long, cô vô cùng ghen ghét. Nhân lúc Anh Lạc thất sủng, cô hủy dung nhan Minh Ngọc để làm nhục, không ngờ bị Anh Lạc tát mặt cảnh cáo trước các phi tần. Từ đó e dè hơn, không đụng chạm đến Diên Hi cung. Tỷ muội tốt của Thuần Tuyết là Khánh phi Lục Vãn Vãn, về sau được Anh Lạc giao Hoàng thập ngũ tử Vĩnh Diểm để nuôi dạy. Cô muốn gần gũi Vĩnh Diễm vì nhớ đến đứa con xấu số của mình nhưng bị Vãn Vãn né tránh vì sợ trút giận lên đứa trẻ. Biết Thuần Tuyết không có ý hại Vĩnh Diễm, quan hệ giữa cô và Anh Lạc khắc phục. Cô cùng Vãn Vãn trở thành đồng minh của Anh Lạc trong những tập cuối. Con cái: Hoàng thập tử |
| Lý Nhược Ninh                     | Khánh Cung Hoàng quý phi | Lục Vãn Vãn (綠晚晚)                     | Cảnh Dương cung (景阳宫)                                             | Khánh Thường tại (慶常在) → Khánh Quý nhân (慶貴人) → Khánh tần (慶嬪) → Khánh phi (慶妃) Xuất thân bình dân, là con gái của Lục Sĩ Long, trúng đợt tuyển tú cùng Thuần Tuyết nên được chọn vào hậu cung, phong làm Thường tại. Thân thiết và hay đi cùng Thuần Tuyết, nhưng trái ngược Thuần Tuyết, Vãn Vãn dịu dàng ôn hòa và rất hiểu chuyện. Cô lương thiện, không tranh sủng, càng không làm hại người khác. Tuy không được Càn Long để ý nhưng vẫn âm thầm giúp đỡ Anh Lạc. Càn Long bị Thục Thận xui khiến, hiểu lầm Thái hậu, khiến Thái hậu mắc tâm bệnh. Vãn Vãn chủ động đưa Anh Lạc phương thuốc trị bệnh, giải thích từ trước đến nay đi theo Thuần Tuyết vì không có chỗ dựa trong cung. Anh Lạc hiểu tấm lòng của cô, bèn khuyên: "nương tựa vào kẻ mạnh chi bằng biến mình thành kẻ mạnh". Chính Anh Lạc chỉ cô những gì cần thưa Càn Long để hóa giải hiềm khích, khôi phục tình mẫu tử với Thái hậu. Từ đó cô được Càn Long để mắt. Vãn Vãn không con, Anh Lạc giao phó Hoàng thập ngũ tử Vĩnh Diễm cho cô nuôi dạy. Cô xem cậu bé như con ruột, chăm sóc cẩn thận. Chuyện Vĩnh Diễm bị hạ độc qua cây bút lông, Vãn Vãn nghi ngờ Thư phi nên nổi trận lôi đình: "kẻ nào dám làm hại Vĩnh Diễm, ta lấy mạng kẻ đó". Sau khi Thuần Tuyết chứng minh mình không phải thủ phạm, cả hai trở thành đồng minh của Anh Lạc trong những tập cuối. |
| Từ Bách Hủy                       | Di tần                   | Bách Nhu Chương (柏要程)                 | Vĩnh Hòa cung (永和宫)                                               | Di tần (怡嫔) Tỷ muội thân thiết nhất của Kha Lý Diệp Đặc A Nghiên, làm chủ Vĩnh Hòa cung, từng có thời gian cực kỳ đắc sủng. Đầu phim, A Nghiên biết mình mang thai. Trong buổi các phi tần gặp nhau, Bách Nhu Chương nói dối A Nghiên bị nhiễm phong hàn để tránh sự hãm hại của các phi tần khác. Cao Ninh Hinh nghi ngờ, đến Vĩnh Hoà cung "thăm hỏi", lệnh Thái y xem bệnh và kê thuốc. Nhu Chương chạy đến cầu xin Dung Âm, cả hai cùng tới Vĩnh Hòa cung thấy A Nghiên bị ép dùng thuốc, Nhu Chương nghĩ đó là thuốc hư thai nên tố Cao Ninh Hinh mưu hại long tự. Thái y đính chính đây là thuốc bổ, Nhu Chương bị Ninh Hinh khép tội đại bất kính. Để A Nghiên không bị ảnh hưởng long thai, cô cam tâm chịu phạt. Không ngờ bị Cao Ninh Hinh bắt quỳ trước sân, sai cung nữ Chi Lan vả mặt nhiều lần trước thanh thiên bạch nhật. Cô tự tử trong sự ấm ức. Trong phim, Nhu Chương là phi tần đầu tiên qua đời. |
| Lưu Lã                            | Dĩnh Quý phi             | Ba Lâm thị (巴林氏)                      |                                                                      | Dĩnh Quý nhân (穎貴人) Vai phụ, xuất hiện từ tập 1. |
| Xuất hiện qua lời kể của nhân vật | Triết Mẫn Hoàng quý phi  | Phú Sát thị (富察氏)                     | Bảo Thân Vương phủ (啟祥宮)                                          | Bảo thân vương Cách cách (宝亲王格格) → Triết phi (哲妃; truy phong) Cách cách của Bảo Thân vương, là người đầu tiên sinh con cho Hoằng Lịch. Qua đời chỉ trước khi Càn Long đăng cơ 1 tháng. Sau khi Càn Long lên ngôi truy phong là Triết phi. Con cái: - Hoàng trưởng tử Vĩnh Hoàng - Hoàng nhị nữ |
| Xuất hiện qua lời kể của nhân vật | Uyển Quý phi             | Trần thị (陳氏)                          | Bảo Thân Vương phủ (啟祥宮)                                          | Bảo thân vương Cách cách (宝亲王格格) → Uyển Quý nhân (婉貴人) Cách cách của Bảo Thân vương. |
| Xuất hiện qua lời kể của nhân vật | Dự phi                   | Bát Nhĩ Tế Cát Đặc thị (博爾濟吉特氏)    |                                                                      | Đa Quý nhân (多貴人) Trước khi nhập cung đã từng góa chồng, sau khi nhập cung được phong làm Quý nhân. |

### Tuyến nhân vật hoàng thất
| Diễn viên                         | Nhân vật lịch sử                           | Cư ngụ                                                          | Ghi chú |
| Tống Xuân Lệ                      | Sùng Khánh Hoàng thái hậu (崇慶皇太后)     | Thọ Khang cung (寿康宫)                                         | Nữu Hỗ Lộc Cách cách (鈕祜祿格格) → Hi phi (熹妃) → Hi Quý phi (熹貴妃) → Sùng Khánh Hoàng Thái hậu (崇慶皇太后) Mẹ của Càn Long, tuy nhiên về sau ông phát hiện bà là dưỡng mẫu. Sinh mẫu Càn Long là Tiền phu nhân của Ung Chính đế (khi đó còn là Ung Thân vương). Ung Thân vương trốn giặc ở Thái Hành Sơn, Tiền thị vì cứu phu quân mà bị quân giặc bắt làm nhục. Tiền thị mất danh tiết, Ung Thân vương đành ban rượu độc tự kết liễu, giao Càn Long cho Nữu Hỗ Lộc Cách cách nuôi dưỡng. Trải qua nhiều sóng gió, từ Cách cách thành Phi, rồi lên ngôi vị Hoàng thái hậu nên được người người kính trọng. Thái hậu có phong thái đĩnh đạc, trang trọng nhưng nội tâm khó lường. Ngoài Phú Sát Dung Âm, bà tin tưởng nhất Huy Phát Na Lạp Thục Thận, cho nhiều cơ hội thăng tiến. Nhờ Thái hậu khuyên bảo, Càn Long lập Thục Thận làm Kế Hoàng hậu. Tuy vậy, vì muốn bảo vệ thể diện hoàng gia cũng như không muốn Càn Long khó xử, Thái hậu ép chết cha Hoàng hậu là Na Nhĩ Bố - người bị đổ oan tội tham nhũng, khiến Thục Thận ra sức căm hờn. Nhân dịp Càn Long biết Thái hậu không phải mẹ ruột, Hoàng hậu bóng gió khi Càn Long ra đời, bà chỉ là Cách cách, trên còn Trắc phúc tấn, Đích phúc tấn, vì sao Tiền thị không giao con cho ai khác. Càn Long liên tưởng việc Tiền thị bị "sát mẫu đoạt tử" nên thầm trách Thái hậu. Thái hậu vì thế sinh tâm bệnh. Vốn yêu mến cá tính của Anh Lạc, cộng thêm lúc ngã bệnh chỉ có cô ngày đêm phụng dưỡng nên Thái hậu đặc biệt sủng ái người con dâu này. Đến khi lầm tưởng Trầm Bích là kiếp sau của Hòa An Công chúa - con gái chết yểu của Thái hậu, bà dần thiên vị Trầm Bích. Ả bị giam vào Bắc Tam sở, bà ra sức bênh vực. Biết được việc đầu thai chuyển kiếp là do Anh Lạc sắp xếp, bà vô cùng thất vọng và lạnh nhạt Anh Lạc, thậm chí định giết cô. Nhưng đúng lúc đó, Anh Lạc biết mình mang long thai, bà rất tức giận nhưng không thể làm gì được. Cô áy náy nên đưa hai công chúa đến Thọ Khang cung cho Thái hậu nuôi dưỡng. Thái hậu rất thương cháu, cụ thể khi Phú Sát Dung Âm bị té sẩy thai, bà rầu rĩ đến tận 3 giờ sáng; A Nghiên phạm tội, bà vì Vĩnh Kỳ cầu xin mà tha chết; Vĩnh Thành, Vĩnh Kỳ và Vĩnh Diễm bị hại, bà trách Thục Thận thậm tệ vì không bảo hộ long tự; ngoài ra chăm sóc Chiêu Hoa, Chiêu Du từng li từng tí, đối xử như Công chúa đích xuất. Con cái: - Hoàng tứ tử Hoằng Lịch - Hoàng nữ Hòa An |
| Hồng Nghiêu                       | Ái Tân Giác La Hoằng Trú (爱新觉罗•弘晝)   | Hòa Thân Vương phủ (和亲王府)                                   | Hoàng ngũ tử Hoằng Trú (皇五子弘晝) → Hòa Thân vương (和亲王) Con trai Dụ Thái phi và là hoàng tử thứ năm của Ung Chính. Bề ngoài ngạo mạn hoang đường, dựa vào uy quyền cư xử lỗ mãng, tuy nhiên đó chỉ là cách tự vệ. Dụ Thái phi từ lâu đã biết Càn Long được Ung Chính chọn làm trữ quân nên dặn anh khiêm tốn trước mặt huynh trưởng. Vì say rượu, Hoằng Trú cưỡng hiếp A Mãn - chị gái Anh Lạc. Biết Anh Lạc quyết tâm trả thù, anh nạp A Mãn làm thị thiếp để không mang tiếng chưa chồng mà thất thân, thậm chí viết thư tiến cử Ngụy Thanh Thái - cha của Anh Lạc lên Nội vụ phủ. Anh Lạc giữ nguyên ý định trả thù, dụ Hoằng Trú đến Ngự Hoa viên hò hẹn rồi dàn cảnh để Càn Long hiểu lầm cô bị hắn cưỡng hiếp. Hoằng Trú bị Càn Long vả mặt, phạt quỳ trước Dưỡng Tâm điện, sau đó bị Dụ Thái phi dùng roi hình trước bao người. Dụ Thái phi qua đời, Hoằng Trú suy sụp. Thục Thận đến an ủi, hắn nhận ra hồi nhỏ trong một lần đi chơi không may bị cướp hết tiền, trong lúc đói khát thì được Thục Thận cứu giúp. Từ đó thầm yêu Thục Thận, nguyện trung thành một cách vô điều kiện. Thục Thận trở thành Hoàng hậu, hắn bày tỏ âm mưu phản nghịch để con trai cô được kế vị. Sự việc bại lộ, Thục Thận phủi tay, đổ hết tội lên đầu Hoằng Trú, hắn một mực nhận sai về mình và xin Càn Long tha cho bà. Dù bản thân bị giam ngục, hắn vẫn lo lắng cho Thục Thận. Sau khi Thục Thận bị cấm túc và thu hồi sách bào, hắn cử nô tì từng hầu hạ Dụ Thái phi đến chăm sóc Thục Thận, đảm bảo bà được ăn ngon mặc ấm, giữ được thể diện của một Hoàng hậu. |
| Bạch San                          | Thuần Ý Hoàng quý phi (純懿皇貴妃)         | Thọ Khang cung (寿康宫)                                         | Dụ phi (裕妃) → Dụ Thái phi (裕太妃) Mẹ của Hòa Thân Vương Hoằng Trú, là vị mẫu phi Càn Long luôn kính trọng. Bà thân thiết với Thái hậu như tỷ muội. Bề ngoài tỏ ra nghiêm khắc với con, thực tế là luôn bao bọc dung túng. Biết Hoàng tứ tử Hoằng Lịch được Ung Chính ngầm chọn làm Thái tử, bà dặn Hoằng Trú phải biết nhường nhịn, không bộc lộ tài năng, càng phải tỏ ra hoang đường để không bị hại. Biết Hoằng Trú cưỡng hiếp A Mãn, bà giết người diệt khẩu để con trai thoát tội. Anh Lạc căm phẫn, cầu xin, năn nỉ cô không được bà sai người ám sát Anh Lạc, ngoài ra nhiều lần dằn mặt cô tại Thọ Khang cung. Anh Lạc bày kế chất vấn Dụ thái phi trước mặt cung nữ, thái giám. Bà thề độc: "Cả đời chưa từng hại một mạng người nào. Nếu nửa câu không đúng nguyện bị trời phạt". Đúng lúc này bà bị sét đánh chết tại Thọ Khang cung, khiến mọi người không khỏi nghi ngờ bà ăn ở thất đức nên bị nguyền rủa. Thực tế, dựa vào mối quan hệ với Trương ma ma ở Tú Phường, Anh Lạc đã bí mật cắm các lõi thép vào mành sa ở Thọ Khang cung và y phục Dụ thái phi, biến chúng thành vật thu lôi hữu hiệu. Cảnh này bị cắt trong phim. Con cái: Hoàng ngũ tử Hoằng Trú |
| Vương Hân Tuệ                     | Ung Chính Đế (雍正帝)                      | Dưỡng Tâm điện (养心殿)                                         | Ung Thân vương (雍親王) → Ung Chính Đế (雍正帝) Thân phụ của Càn Long. Xác định Hoàng tứ tử Hoằng Lịch sẽ theo nghiệp đế vương, ông thẳng tay ban chết Uyển Nhi - cung nữ mà Hoằng Lịch xem là mối tình đầu. Đến khi Đôn Túc Hoàng quý phi Niên thị qua đời, Ung Chính đuổi hết người hầu ra khỏi phòng, một mình ngồi khóc, về sau dạy Hoằng Lịch sau khi làm đế vương, có thể sủng ái chiều chuộng phi tần, nhưng không thể dành cho họ tình cảm chân thật để tránh bị chi phối. |
| Mã Xuân Yên                       | Hiếu Kính Hiến Hoàng hậu (孝敬憲皇后)      |                                                                 | Hoàng hậu (皇后) → Hiếu Kính Hiến Hoàng hậu (孝敬憲皇后; truy thụy) Đích mẫu của Càn Long, Hoàng hậu của Ung Chính Đế. Cùng Ung Chính chọn Phú Sát Dung Âm làm Đích Phúc Tấn của Bảo Thân vương, nhưng lại phạt Dung Âm ngay sau khi diện kiến vì tội nói nhiều hơn Càn Long 1 câu (theo hồi tưởng của Dung Âm trong tập 28). |
| Xuất hiện qua lời kể của nhân vật | Ái Tân Giác La Vĩnh Hoàng (爱新觉罗•永璜)  | Bảo Thân Vương phủ (啟祥宮)                                     | Đại a ca (大阿哥) Con trai trưởng của Càn Long. Mẹ là Triết phi Phú Sát thị. |
| Xuất hiện qua lời kể của nhân vật | Ái Tân Giác La Vĩnh Liễn (爱新觉罗•永璉)   | Bảo Thân Vương phủ (啟祥宮) Trường Xuân cung (长春宫)           | Hoàng nhị tử (皇二子) → Đoan Tuệ Hoàng thái tử (端慧皇太子; truy phong) Con trai thứ hai của Càn Long, trưởng tử của Phú Sát Dung Âm. Là đích tử đầu tiên nên Đế-Hậu hết mực yêu thương. Sau khi cậu mất, Dung Âm lạnh nhạt với Càn Long, không thiết quản hậu cung một thời gian. Nhờ Phó Hằng cho biết Càn Long kỳ vọng Vĩnh Liễn, phong cậu làm Thái tử từ năm một tuổi, Dung Âm gỡ bỏ hiềm khích, lấy lại tinh thần quản lý lục cung. Nhiều năm trôi qua, Càn Long luôn nhớ đến cậu. |
| Xuất hiện qua lời kể của nhân vật | Ái Tân Giác La Vĩnh Chương (爱新觉罗•永璋) | Bảo Thân Vương phủ (啟祥宮)                                     | Hoàng tam tử (皇三子) Con trai thứ ba của Càn Long. |
| Phương Dương Phi                  | Ái Tân Giác La Vĩnh Thành (爱新觉罗•永珹)  | Trữ Tú cung (儲秀宮) Thừa Càn cung (承乾宫) A Ca điện (阿哥殿)  | Hoàng tứ tử (皇四子) Con trai thứ tư của Càn Long, mẹ là Gia tần Kim thị. Thấy Vĩnh Thành không mấy lanh lợi, Gia tần dùng mọi mưu kế tranh sủng, loại bỏ chướng ngại vật, kết cục mất quyền nuôi con vào tay Thục Thận. Được Thục Thận chăm từ bé, cậu sớm xem bà là mẹ ruột, vô cùng hiếu thảo. Bà ra vẻ thương yêu Vĩnh Thành nhưng thâm tâm chỉ xem cậu là con cờ tranh sủng khi bản thân chưa có con. Lớn lên Vĩnh Thành bộp chộp, bất cẩn, lại hay đố kị với huynh đệ, cụ thể là ngũ đệ Vĩnh Kỳ - người con thông minh nhất của Càn Long và thập nhị đệ Vĩnh Cơ - con trai ruột Kế hậu. Lợi dụng điểm này, Viên Xuân Vọng và Trân Nhi - cung nữ thân cận của Thục Thận dàn cảnh cho Vĩnh Thành chứng kiến Vĩnh Cơ được thiên vị, từ đó quan ngại mình không xuất chúng như Vĩnh Kỳ, lại không phải đích tử của Thục Thận. Vĩnh Thành quyết định phá hỏng súng cũ của Vĩnh Kỳ, mục đích để Vĩnh Kỳ mất mặt trong buổi thi đấu. Nào ngờ Vĩnh Kỳ mượn được súng mới, vốn bị Viên Xuân Vọng rút dây để pháo rò rỉ ra ngoài. Vĩnh Kỳ bị pháo nổ ngay chân gây thương tật. Vĩnh Thành tiếp tục bị Viên Xuân Vọng và Trân Nhi tính kế, nói Thục Thận hạ độc thức ăn. Vĩnh Thành chạy đến tố cáo với Càn Long, kết quả thức ăn không có độc, Vĩnh Thành bị giam vào Tông Nhân phủ. Tuy thương xót, Thục Thận vẫn không nói đỡ cho cậu để bảo toàn bản thân. Dù vậy, Càn Long hiểu rõ Vĩnh Thành không dám hại Vĩnh Kỳ tàn tật, mà bị ai đó lợi dụng. |
| Trần Hựu Duy                      | Ái Tân Giác La Vĩnh Kỳ (爱新觉罗•永琪)     | Vĩnh Hòa cung (永和宫) Diên Hi cung (延禧宫) A Ca điện (阿哥殿) | Hoàng ngũ tử (皇五子) → Vinh Thân vương (榮親王) Con trai thứ năm của Càn Long, mẹ là Du phi Kha Lý Diệp Đặc A Nghiên. Khi còn trong bụng mẹ đã bị người người ganh ghét và tính kế. Để bảo vệ A Nghiên, Phú Sát Dung Âm cho cô dưỡng thai ở Trường Xuân cung. Cô ăn nhiều bánh làm từ trứng và sữa, khiến cơ thể bị nóng, Vĩnh Kỳ vừa sinh ra mắc bệnh vàng da, cả đôi mắt cũng màu vàng. Cao Ninh Hinh nhân lúc Dung Âm rời cung đi tế thần, nói cậu là "Kim đồng" - điềm gở Đại Thanh, suýt nữa chôn sống. Anh Lạc dùng cả tính mạng để bảo vệ mẫu tử bình an, Tịnh Hảo và Thục Thận cũng minh oan cho cậu. Sau khi Phú Sát Dung Âm qua đời, Vĩnh Kỳ thường xuyên bị Tịnh Hảo lợi dụng để uy hiếp A Nghiên. Thương con, biết mình sớm muộn cũng phải rời xa con nên A Nghiên cho cậu bé đến Diên Hi cung thăm Anh Lạc thường xuyên để con có người bảo vệ. Dù giận A Nghiên, Anh Lạc lại rất thương Vĩnh Kỳ. Vĩnh Kỳ ngã bệnh sau khi dùng điểm tâm tại Diên Hi cung, Tô Tịnh Hảo bị A Nghiên tố cáo cho Vĩnh Kỳ sử dụng nhân sâm quá liều gây ngộ độc. Biết mình khó thoát tội, A Nghiên dặn con từ nay phải nghe lời Anh Lạc. Nhận lời A Nghiên, Anh Lạc xem Vĩnh Kỳ như con ruột. Khác với Thục Thận, dù sinh Hoàng thập ngũ tử Vĩnh Diễm, Anh Lạc không hề thiên vị, hết lòng dạy bảo Vĩnh Kỳ, thậm chí mặc cho Vĩnh Diễm và hai vị công chúa quậy phá. Lớn lên, Vĩnh Kỳ bộc lộ thiên tư trời phú, văn võ song toàn, trở thành đứa con Càn Long tự hào nhất. Cậu luôn hiếu kính với Anh Lạc, lo cho sức khỏe Anh Lạc từng li từng tí. Vào buổi thi đấu giữa các huynh đệ, Vĩnh Kỳ bị Viên Xuân Vọng rút dây súng hỏa mai để pháo nổ vào chân. Dù bị tật một chân, cậu xin Anh Lạc xem như tai nạn, không điều tra chuyện này để tránh cho huynh đệ bị lật tội. Anh Lạc quyết đòi lại công đạo và triệu Diệp Y Sĩ về chữa cho cậu. Diệp Y Sĩ trị thương bằng cách cho trùng ăn phần thịt thối, Viên Xuân Vọng mua chuộc thái giám xung quanh tráo thành trùng độc. Vĩnh Kỳ suýt bị cắn, may nhờ Anh Lạc dùng tay lấy trùng ra khỏi người cậu. Vì thế Anh Lạc bị một phen trúng độc, cận kề cái chết. |
| Trẻ sơ sinh                       | Ái Tân Giác La Vĩnh Dung (爱新觉罗•永瑢)   | Chung Túy cung (鐘粹宮)                                         | Hoàng lục tử (皇六子) Con trai thứ sáu của Càn Long, mẹ là Thuần phi Tô Tịnh Hảo. Từ khi có cậu cộng với việc biết Phó Hằng không yêu mình, Tịnh Hảo trở mặt với Phú Sát Dung Âm, thậm chí ghen ghét khi Hoàng thất tử Vĩnh Tông ra đời, được Càn Long sủng ái vượt trội. Chính vì vậy, Tịnh Hảo đã lên kế hoạch chủ mưu phóng hỏa Vạn Cát Tường, thiêu cháy Vĩnh Tông. Đây là nguyên nhân chính khiến Dung Âm bi thương quá độ, nhảy từ lầu cao xuống, mong thoát khỏi xiềng xích đau khổ. |
| Trẻ sơ sinh                       | Ái Tân Giác La Vĩnh Tông (爱新觉罗•永琮)   | Trường Xuân cung (长春宫)                                       | Hoàng thất tử (皇㭍子) → Điệu Mẫn Hoàng tử (悼敏皇子, truy thụy) Con trai thứ bảy của Càn Long, thứ tử của Phú Sát Dung Âm. Vì cơ thể bị tổn thương sau khi ngã ở Ngự Cảnh Đình, bà sinh khó, nhiều giờ liền con vẫn chưa ra khiến Anh Lạc lo lắng khôn nguôi. Tuy vậy, cậu ra đời bình an, được Hoàng thượng ban chữ Tông「琮」, ám chỉ việc Càn Long chọn cậu làm người kế vị. Đế-Hậu vui mừng chưa lâu thì Thục Thận giật dây, nói bóng gió với Tịnh Hảo rằng Vĩnh Tông là đích tử, sớm muộn cũng kế thừa đại thống. Vì tương lai của con, Tịnh Hảo mua chuộc toàn bộ thái giám của Trường Xuân cung phóng hỏa Vạn Cát tường để thiêu chết Vĩnh Tông. |
| Xuất hiện qua lời kể của nhân vật | Ái Tân Giác La Vĩnh Tuyền (爱新觉罗•永璇)  | Trữ Tú cung (儲秀宮) A Ca điện (阿哥殿)                         | Hoàng bát tử (皇八子) Con trai thứ tám của Càn Long, mẹ là Gia phi Kim thị. Là người ham mê tửu sắc, chân lại có tật vì vậy không được Càn Long trọng dụng. |
| Xuất hiện qua lời kể của nhân vật | Chưa đặt tên                               | Vĩnh Hòa cung (永和宮)                                          | Hoàng thập tử (皇十子) Con trai thứ mười của Càn Long, mẹ là Thư tần Nạp Lan Thuần Tuyết. Sinh ra không may yểu mệnh mất sớm, để an ủi niềm đau mất con Càn Long đã tấn phong Thư tần làm Thư phi. |
| Xuất hiện qua lời kể của nhân vật | Ái Tân Giác La Vĩnh Tinh (愛新覺羅•永瑆)   | Trữ Tú cung (儲秀宮) A Ca điện (阿哥殿)                         | Hoàng thập nhất tử (皇十一子) Con trai thứ mười một của Càn Long, mẹ là Gia phi Kim thị. Tính tình keo kiệt, bủn xỉn nên không được Càn Long yêu thích. Nhờ sinh được Vĩnh Tinh mà Tiểu Gia tần được tấn phong làm Gia phi. |
| Tôn Ngạo                          | Ái Tân Giác La Vĩnh Cơ (爱新觉罗•永璂)     | Thừa Càn cung (承乾宫) A Ca điện (阿哥殿)                       | Hoàng thập nhị tử (皇十二子) Con trai thứ mười hai của Càn Long, trưởng tử của Huy Phát Na Lạp Thục Thận. Thục Thận quyết tâm dạy dỗ, mong con kế thừa đại nghiệp. Về sau Vĩnh Kỳ ngày càng tài giỏi, Vĩnh Diễm lại là con trai Anh Lạc - người được Càn Long sủng ái nhất, Thục Thận bắt đầu lo âu, cộng thêm ám ảnh nhan sắc ngày một già đi nên tinh thần bà không ổn định, thường xuyên khắt khe với Vĩnh Cơ, thậm chí không cho Vĩnh Cơ gần gũi Vĩnh Kỳ. Trước đợt Nam tuần lần thứ 4, Vĩnh Cơ quỳ ba canh giờ xin Càn Long cho mẹ theo hầu, Càn Long không mảy may quan tâm, Vĩnh Kỳ nói một tiếng liền được Càn Long gật đầu khiến Thục Thận càng thêm phẫn nộ, mắng con vô dụng. Cuối phim, bà và Hoằng Trú mưu tính ám sát Càn Long, đưa Vĩnh Cơ lên ngôi, lập lại việc của Nhiếp chính vương Đa Nhĩ Cổn và Hiếu Trang Hoàng thái hậu năm xưa. Vì vậy mà về sau, cả hai mẹ con đều bị thất sủng. |
| Trẻ sơ sinh                       | Ái Tân Giác La Vĩnh Cảnh (愛新覺羅•永儆)   | Thừa Càn cung (承乾宫) A Ca điện (阿哥殿)                       | Hoàng thập tam tử (皇十三子) Con trai thứ mười ba của Càn Long, thứ tử của Thục Thận, em trai của Hoàng thập nhị tử Vĩnh Cơ. Không may yểu mệnh mất sớm. |
| Xuất hiện qua lời kể của nhân vật | Ái Tân Giác La Vĩnh Lộ (愛新覺羅•永潞,)    | Diên Hi cung (延禧宫)                                           | Hoàng thập tứ tử (皇十四子) Trưởng tử của Ngụy Anh Lạc. Không may yểu mệnh mất sớm, khiến cho Anh Lạc vô cùng đau lòng. |
| Trẻ sơ sinh                       | Ái Tân Giác La Vĩnh Diễm (爱新觉罗•永琰)   | Diên Hi cung (延禧宫) Cảnh Dương cung (景阳宫)                  | Hoàng thập ngũ tử (皇十五子) Thứ tử của Ngụy Anh Lạc. Tính tình ngây thơ, lương thiện, đáng yêu. Được Anh Lạc giao phó cho Khánh phi Lục Vãn Vãn nuôi dưỡng, rất được Khánh phi yêu thương. Thậm chí cả Thuần Tuyết - người có thù hằn với Anh Lạc cũng phải yêu quý Vĩnh Diễm. Bị Viên Xuân Vọng hạ độc vào cây bút lông, may mắn thoát chết. Được lập làm vua kế vị, về sau chính là Gia Khánh Đế. |
| Xuất hiện qua lời kể của nhân vật | Ái Tân Giác La Chiêu Hoa (爱新觉罗•昭華)   | Diên Hi cung (延禧宫) Thọ Khang cung (壽康宮)                   | Hoàng thất nữ (皇七女) → Cố Luân Hòa Tĩnh công chúa (固伦和静公主) Trưởng nữ của Ngụy Anh Lạc. Được Anh Lạc đem đến Thọ Khang cung cho thái hậu và thái phi nuôi dưỡng để thái hậu có thêm hai đứa cháu càng thêm vui vẻ. Được Càn Long đế vô cùng sủng ái, đối đãi như với đích nữ của hoàng hậu. Trong phiên ngoại Diên Hi công lược, nhân vật này được nữ diễn viên Vương Hạc Nhuận thủ vai lúc trưởng thành, có một mối tình vô cùng rắc rối với Phúc Khang An - con trai Phó Hằng. Tính cách được cho là giống mẹ: rạch ròi, thẳng thắn, thông minh và chân thành. |
| Xuất hiện qua lời kể của nhân vật | Ái Tân Giác La Chiêu Du (爱新觉罗•昭愉)    | Diên Hi cung (延禧宫) Thọ Khang cung (壽康宮)                   | Hoàng cửu nữ (皇九女) Thứ nữ của Ngụy Anh Lạc. Cùng với chị gái Chiêu Hoa được Anh Lạc mang đến Thọ Khang cung cho thái hậu nuôi dưỡng. Thông minh, lanh lợi nhưng từ nhỏ yếu ớt, dễ sinh bệnh. |

### Nhân vật khác
| Diễn viên                      | Nhân vật trong phim                           | Cư ngụ                                                               | Ghi chú |
| Vương Quan Dật (Laurence Wong) | Hải Lan Sát (海兰察)                          | Tử Cấm Thành (紫禁城)                                                | Ngự tiền Nhất đẳng Thị vệ (御前一等侍衛) Huynh đệ thân thiết với Phó Hằng, tốt bụng nhưng hơi nhiều chuyện, có tình cảm với Minh Ngọc. Hai người sắp thành hôn thì bất hạnh thay, trước ngày xuất cung thì thê tử sắp cưới của anh đã tự sát. |
| Trịnh Long                     | Tiểu Toàn Tử (基本操作)                       | Diên Hi cung (延禧宫)                                                | Diên Hi cung thái giám (延禧宫太监) → Diên Hi cung tổng quản thái giám (延禧宫总管太监) Thái giám của Diên Hi cung. Ban đầu, cấu kết với Tiểu Gia tần chơi xấu, bán đứng Anh Lạc. Sau bị phát hiện nhưng vẫn được tha tội và không bị đuổi nên thay đổi, trung thành, tận tụy với cô cả đời. Sau khi Viên Xuân Vọng bị Ngụy Anh Lạc phát giác, Tiểu Toàn Tử thay thế trở thành Tổng quản thái giám của Diên Hi cung. |
| Phương Sở Đồng                 | Thanh Liên (青蓮)                             | Phú Sát phủ (富察府) Kỹ viện (妓院) Phú Sát phủ (富察府)             | Phú Sát phủ thị nữ (富察府侍女) → Kỹ nữ (婊子) Thị nữ ở Phú Sát phủ, luôn thầm yêu Phó Hằng. Trong một lần dọn dẹp ở thư phòng, Thanh Liên bị Nhĩ Tình xông vào dụng hình rút móng tay vì nghĩ cô dan díu với Phó Hằng. Phó Hằng giữ cô lại thư phòng làm thị nữ, không cho Nhĩ Tình bước vào trong nửa bước. Mỗi khi nhớ đến Anh Lạc, Phó Hằng thường xuyên tâm sự cùng Thanh Liên. Nhĩ Tình càng thêm ghen tức vì nghĩ Phó Hằng có ý định nạp thiếp (vợ lẽ), giá họa Thanh Liên xô Phúc Khang An xuống hồ. Mẹ Phó Hằng tức giận đuổi cô khỏi phủ, Nhĩ Tình nói dối đã tìm cho cô một mối hôn sự tốt để Phó Hằng yên tâm. Một hôm, Phó Hằng đang đi ngoài phố thì thấy Thanh Liên bị đánh đập dã man, hỏi ra mới biết cô bị bán vào Kỹ viện. Anh chuộc cô về, nhưng cô nuốt vàng tự tử vì chịu nhục hình thể xác suốt thời gian trong Kỹ viện. Phó Hằng thương tiếc an táng, suýt từ hôn với Nhĩ Tình nếu không có mẹ và đệ đệ ngăn cản. |
| Trương Thiên Vận               | Trân Châu (珍珠)                              | Trường Xuân cung (长春宫) Diên Hi cung (延禧宫)                      | Trường Xuân cung cung nữ (长春宫宮女) → Diên Hi cung cung nữ (延禧宫宮女) → Diên Hi cung chưởng quản (延禧宫掌管) Cung nữ chăm sóc cây cảnh ở Trường Xuân cung. Tính tình hiền lành, tốt bụng, ngây thơ nhưng mau nước mắt. Rất thân với Anh Lạc và Minh Ngọc. Sau khi Phú Sát Hoàng hậu qua đời, Trân Châu cùng các nô tài khác phân tán khắp mọi nơi. Đến khi Anh Lạc làm Quý nhân, cô được Phủ Nội vụ điều về Diên Hi cung làm việc. Khi Minh Ngọc mất, cô thay thế Minh Ngọc trở thành chưởng quản, là cánh tay đắc lực nhất bên cạnh Anh Lạc. |
| Dương Kinh                     | Hổ Phách (琥珀)                               | Trường Xuân cung (长春宫) Diên Hi cung (延禧宫) Tân Giả khố (四執庫) | Trường Xuân cung cung nữ (长春宫宮女) → Diên Hi cung cung nữ (延禧宫宮女) → Tân Giả khố cung nữ (辛者库宮女) Cung nữ làm việc ở Trường Xuân cung. Ban đầu mới vào cung, được Nhĩ Tình chỉ bảo, chiếu cố nên thân thiết, có việc gì cũng kể cho ả, căm ghét Anh Lạc. Hổ Phách chính là người giúp sức cho Nhĩ Tình trong việc ả trèo lên giường Càn Long. Cô cũng là người duy nhất biết được bí mật mà Nhĩ Tình kể với Phú Sát Dung Âm, khiến bà uất ức tự vẫn. Dung Âm qua đời, Hổ Phách bị chuyển đi nơi khác. Sau khi Anh Lạc được phong làm Quý nhân, cô đến đây làm việc. Hổ Phách luôn không hề coi trọng và thậm chí suốt ngày gây ra trăm điều khó dễ cho Anh Lạc. Ả vì cho rằng Anh Lạc chỉ nhờ vào may mắn mới được Hoàng thượng ân sủng, vì vậy ả không hề nể nang mà gọi thẳng tên Anh Lạc. Anh Lạc tương kế tựu kế, bảo Hổ Phách vào hầu hạ mình. Ả đang "thao thao bất tuyệt" ăn nói, hành động vô lễ với Anh Lạc thì Càn Long tới. Ông nổi giận, phạt ả đánh gậy và đày vào Tân Giả khố làm việc. Một ngày nọ, Nạp Lan Thuần Tuyết thấy một tấm da ngân châm rất đẹp, muốn lấy nhưng biết đó là vật Càn Long ban cho Diên Hi cung nên tức tối bỏ đi. Đúng lúc đó, Hổ Phách đi ngang qua, không may va vào. Đang bực mình nên Thuần Tuyết bắt ả quỳ. Minh Ngọc và Trân Châu thấy vậy, đưa về Diên Hi cung cho ăn uống. Vì muốn thoát khỏi Tân Giả khố, cô kể hết mọi chuyện Nhĩ Tình đã làm cho Anh Lạc và Minh Ngọc nghe. |
| Hà Giai Di                     | Trương ma ma (張嬷嬷)                         | Tú phường (秀坊)                                                     | Tú phường ma ma (秀坊嬷嬷) Quản lý Tú phường. Bà là người chính trực, liêm khiết, không lợi dụng chức quyền để lên mặt, gây khó dễ cho người khác, rất quý Anh Lạc. |
| Trương Dịch Hề                 | Cát Tường (吉祥)                              | Tú phường (秀坊)                                                     | Tú phường cung nữ (秀坊宮女) Cung nữ cùng nhập cung với Anh Lạc, cùng nàng làm việc ở Tú phường, là người lương thiện nhưng quá ngây thơ, bị lợi dụng và đổ tội nên chết thảm. |
| Trần Nhạc Tịch                 | Linh Lung (玲珑)                              | Tú phường (秀坊) Ninh Cổ tháp (联保塔)                               | Tú phường cung nữ (秀坊宮女) → Ninh Cổ tháp khổ dịch (联保塔苦役) Cung nữ cùng nhập cung với Anh Lạc, là cung nữ ở phường thêu, lớn lên cùng Cát Tường. Tài năng thêu thùa chỉ kém Anh Lạc. Bề ngoài nhận là tỷ muội tốt của Anh Lạc nhưng lại luôn ghen ghét cô vì Anh Lạc có tay nghề giỏi nhất. Trong ngày sinh thần của Phú Sát Dung Âm, Tú phường được giao chỉ khổng tước để may y phục mới cho bà. Anh Lạc được giao việc này khiến Linh Lung đố kỵ. Lợi dụng Anh Lạc sơ ý, cô ăn trộm hết số chỉ đó nhưng việc này lại giúp Anh Lạc được chuyển đến Trường Xuân cung. Biết tin Ngô tổng quản đang truy lùng kẻ trộm, lo sợ nên cô tìm cách đổ tội cho người bạn thân Cát Tường khiến Cát Tường chết oan ức. Anh Lạc tính kế trả thù khiến cô bị phạt đày tới Ninh Cổ tháp, vĩnh viễn không được về Tử Cấm Thành. |
| Cao Vũ Nhi                     | Cẩm Tú (锦绣)                                 | Tú phường (秀坊) Tân Giả khố (四執庫)                                | Tú phường cung nữ (秀坊宮女) → Tân Giả khố cung nữ (四執庫宮女) Cung nữ cùng nhập cung với Anh Lạc, làm việc ở Tú phường, luôn ghen tỵ với cô. Sau vì liên thủ với Phương cô cô vu oan cho Anh Lạc tư thông với thị vệ rồi có thai, cô bị đày vào Tân Giả Khố. Về sau bị Viên Xuân Vọng đẩy xuống giếng và chết, không những thế còn bị gán thêm tội bỏ trốn khỏi Tử Cấm Thành. Cảnh này bị cắt trong phim. |
| Thi Dư Phỉ                     | Chi Lan (枝瀾)                                | Trữ Tú cung (儲秀宮)                                                 | Trữ Tú cung chưởng quản (儲秀宮掌管) Cung nữ thân cận của Cao Ninh Hinh. Tính cách hách dịch, luôn dựa hơi Cao Ninh Hinh để lên mặt với các phi tần và cung nữ khác. |
| Phương An Na                   | Trân Nhi (珍儿)                               | Thừa Càn cung (承乾宫)                                               | Thừa Càn cung chưởng quản (承乾宫掌管) Cung nữ trung thành với Huy Phát Na Lạp Thục Thận, thầm yêu Viên Xuân Vọng, sau này bị Viên Xuân Vọng lợi dụng như một quân cờ suốt 10 năm. Khi muốn trả thù cho Thục Thận, cô bị Viên Xuân Vọng phản công và giết chết. |
| Trình Mạt                      | Ngọc Hồ (玉胡)                                | Chung Túy cung (钟粹宫)                                              | Bảo Thân vương Cách cách Thị nữ (寶親王格格侍女) → Chung Túy cung chưởng quản (钟粹宫掌管) Cung nữ theo hầu Tô Tịnh Hảo từ nhà mẹ đẻ. Sau khi vào cung thì thành cung nữ thân cận tại Chung Túy cung. |
| Đặng Sa                        | Ngụy Anh Ninh (魏瓔寧) Tên khác: A Mãn (阿满) | Tú phường (秀坊)                                                     | Tú phường cung nữ (秀坊宮女) → Hoà Thân vương thị thiếp (和亲王侍妾, truy phong) Tỷ tỷ ruột của Anh Lạc, vì chữ Ninh trong tên trùng với chữ Ninh trong tên thật của Cao Ninh Hinh nên được đổi tên thành A Mãn, là người nuôi lớn Anh Lạc, cũng là động lực khiến nàng nhập cung. Anh Ninh dịu dàng nho nhã, may vá rất giỏi, liền bị Hoằng Trú hãm hiếp, rồi bị Dụ Thái phi diệt khẩu. Về sau, cô trở thành Cách cách của Hòa Thân vương. Cùng với Phú Sát hoàng hậu, Anh Ninh là người có ảnh hưởng lớn nhất đến cuộc đời Anh Lạc |
| Thẩm Bảo Bình                  | Ngụy Thanh Thái (魏清泰)                      | Nội vụ phủ (內務府)                                                  | Nội quản lĩnh (內管领) Cha của Anh Lạc, luôn vì gia tộc mà luôn khắc nghiệt với con gái. |
| Trương Tiệp                    | Di Châu (地珠)                                | Lệ Cảnh hiên (麗景軒)                                                | Lệ Cảnh hiên cung nữ (麗景軒宮女) Cung nữ thân cận của Trầm Bích. |
| Đới Xuân Vinh                  | Na Nhĩ Bố phu nhân                            |                                                                      | Na Nhĩ Bố phu nhân Bà là ngạch nương của Hoàng hậu Huy Phát Na Lạp thị. Bà thường vào cung khuyên bảo con gái lo nghĩ cho địa vị a mã, đệ đệ của Nhàn phi. Bà đập đầu tự vẫn khi chồng bị xử tội. Từ thời điểm này, Nhàn phi bắt đầu ác hóa. |

## Nhạc phim
| STT | Nhan đề                                 | Phổ lời          | Phổ nhạc      | Ca sĩ      | Thời lượng |
| --- | --------------------------------------- | ---------------- | ------------- | ---------- | ---------- |
| 1.  | "Ngắm nhìn" (看)                        | Vu Chính, Lục Hổ | Lục Hổ        | Lục Hổ     | 04:03      |
| 2.  | "Hồng tường thán" (红墙叹)              | Vương Diệu Quang | Văn Khôi      | Hồ Hạ      | 04:30      |
| 3.  | "Âm thanh của tuyết rơi" (雪落下的声音) | Vu Chính, Lục Hổ | Lục Hổ        | Lục Hổ     | 05:05      |
| 4.  | "Âm thanh của tuyết rơi" (雪落下的声音) | Vu Chính, Lục Hổ | Lục Hổ        | Tần Lam    | 05:05      |
| 5.  | "Cung tường liễu" (宫墙柳)              | Vu Chính         | Đàm Toàn      | Lý Xuân Ái | 04:30      |
| 6.  | "Tương vong" (相忘)                     | Vương Diệu Quang | Dương Bỉnh Âm | Tô Thanh   | 04:16      |

## Phát sóng tại Việt Nam
Đây là một danh sách chưa hoàn tất, và có thể sẽ không bao giờ thỏa mãn yêu cầu hoàn tất. Bạn có thể đóng góp bằng cách mở rộng nó bằng các thông tin đáng tin cậy.
| Tên kênh                                 | Thời gian phát sóng (theo ngày) | Ghi chú |
| ---------------------------------------- | --- | --- |
| HTV7                                     | 09 tháng 8 năm 2018 - 03 tháng 10 năm 2018 (17:00 thứ 2 - thứ 6) | - Phiên bản lồng tiếng - tiếng Việt - được lên sóng đầu tiên tại Việt Nam. - Phát sóng đồng thời với Trung Quốc |
| H1 - Đài Phát thanh - Truyền hình Hà Nội | 22 tháng 11 năm 2018 - 20 tháng 2 năm 2019 vào lúc 19:50: - Thứ 2 đến thứ 6 (22 tháng 11 năm 2018 - tháng 12 năm 2018) - Chủ Nhật đến thứ Sáu tuần kế tiếp (tháng 12 năm 2018 - 18 tháng 1 năm 2019) - Hằng ngày (19 tháng 1 - 20 tháng 2 năm 2019) | - Thuyết minh - tiếng Việt - Phát sóng trong khung giờ Phim truyện dành cho người hâm mộ. - Đây là một trong những kênh biên tập lại thành 77 tập để phù hợp với khung giờ vàng (thường có quảng cáo). - Sau ngày 12 tháng 1 năm 2019, do chương trình Đuổi hình bắt chữ (phát sóng lúc 19:50 thứ 7 hằng tuần) ngừng phát sóng, bộ phim được phát sóng thêm 1 tập/tuần vào thứ 7. - Ngày 4, 05, 06 và 07/02/2019 (tức ngày 30, 1, 2, 3 và 4 Tết), bộ phim tạm ngừng phát sóng để phát sóng các chương trình Tết. |
| VTC1                                     | Tháng 3 - 13 tháng 5 năm 2019 (17:00 hằng ngày) | Lồng tiếng - tiếng Việt |
| QTV1                                     | 6 tháng 12 năm 2019 - 15 tháng 2 năm 2020 (20:45 hằng ngày) | Thuyết minh - tiếng Việt |
| THP                                      | 11 tháng 5 - 19 tháng 7 năm 2020 (21:45 hằng ngày) | Thuyết minh - tiếng Việt |